# Festival international du film d'animation d'Annecy 2017

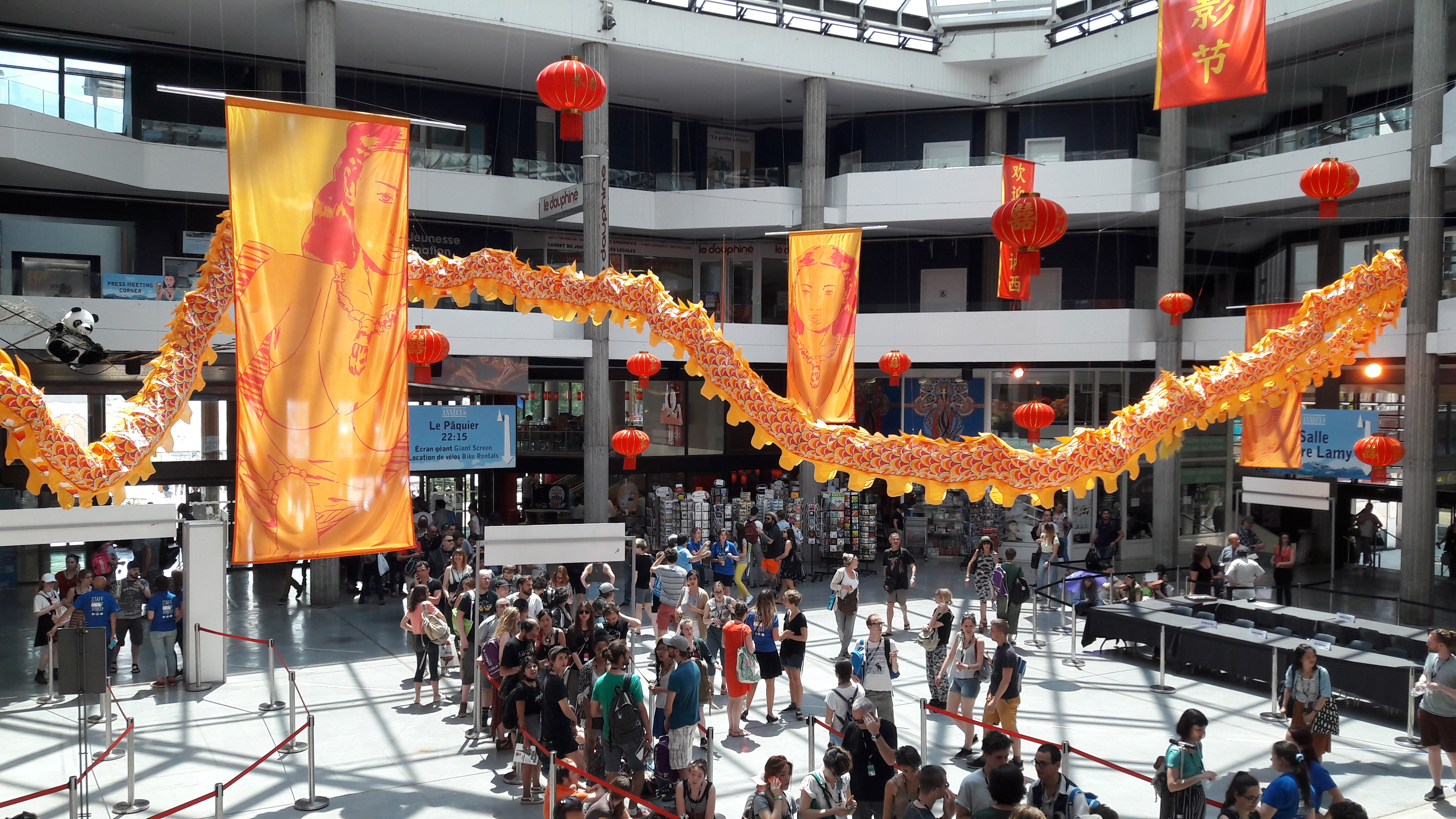
Le centre culturel de Bonlieu décoré aux couleurs de la Chine, pays à l'honneur, à l'occasion du festival.

Le Festival international du film d'animation d'Annecy 2017, 41e édition du festival, s'est déroulé du 12 au 17 juin 2017. Le pays à l'honneur lors de cette édition est la Chine.

## Jury

### Longs métrages
- Céline Sciamma, scénariste et réalisatrice  France
- Mohamed Beyoud, directeur artistique du Festival international de cinéma d'animation de Meknès  Maroc
- Stéphan Roelants producteur  Luxembourg

### Courts métrages
- Maryam Kashkoolinia, réalisatrice  Iran
- Fred Seibert, producteur  États-Unis
- Alberto Vázquez, réalisateur d'animation, directeur artistique et auteur de bande dessinée  Espagne

### Films de télévision et de commande
- Anna Serner, directrice de l'Institut suédois du film  Suède
- Thomas Meyer-Hermann, professeur d'animation, réalisateur et producteur  Allemagne
- Ying Huang, réalisatrice et professeur  Chine

### Films de fin d'études et courts métrages Off-Limits
- Wu Chao, artiste  Chine
- Jean-Baptiste Garnero, chargé d'études pour la valorisation des collections du Centre national du cinéma et de l'image animée  France
- Philippe Caza, illustrateur  France

## Intervenants

### Avant-première
- Pierre Coffin, Janet Healy et Éric Guillon pour Moi, moche et méchant 3
- Kiel Murray pour Cars 3
- Adrian Molina et Darla K. Anderson pour Coco
- Dave Mullins et Dana Murray pour Lou
- Arthur de Pins, Alexis Ducord, Éric Neveux, Lewis Trondheim et Jean-Mathieu Tanguy pour Zombillénium et Chronique panoramique
- Jean-François Tosti et David Alaux pour Les As de la jungle
- Shōjirō Nishimi et Guillaume Renard pour Mutafukaz
- Antoon Krings et Arnaud Bouron pour Drôles de petites bêtes
- David Soren et Nate Wragg pour Captain Underpants
- Patrick Imbert et Benjamin Renner pour Le Grand Méchant Renard et autres contes
- Tsutomu Nihei pour BLAME!
- Genndy Tartakovsky pour Puppy!
- Georges Schwizgebel pour Le Roi des aulnes et La Bataille de San Romano
- Nicolas Deveaux pour Athleticus
- Jean-Pierre Jeunet et Romain Segaud pour Deux escargots s'en vont
- Reinhold Bidner pour Until We Coleidescape
- Guy Delisle pour La Dent
- Fabrice Nzinzi et Christophe Bulteel pour le premier épisode de la saison 3 de Wakfu

### Présentations de futurs films
- Paul Young, Mark Mullery, Ciaran Duffy et Nora Twomey pour The Breadwinner
- Michael Dudok de Wit pour Ella, Oscar et Hoo
- Hiroyuki Seshita et Kobun Shizuno pour Godzilla
- Jorge Gutiérrez et Chuck Peil pour Kung Fu Space Punch
- Kaspar Jancis, Robin Lyons, Mark Mertens et Paul Cummins pour Le Capitaine Morten et la Reine des araignées
- Antoine Delesvaux pour Petit Vampire
- Gustavo Steinberg, Daniel Greco, Gabriel Matioli Yazbek Bitar et Brenda Wooding pour Tito et les Oiseaux
- Un homme est mort
- Christopher Appelhans, Aron Warner et Olivier Staphylas pour Wish Dragon
- Stéphane Hueber-Blies, Nicolas Blies et Denis Lambert pour Zero Impunity
- Kelli Bixler et Drew Hodges pour Tumble Leaf
- Go Nagai, Ichinao Nagai et Kanemaru Yu pour Mazinger Z
- Joann Sfar pour Petit Vampire
- Carlos Saldanha pour Ferdinand

### Conférences
- Gilles Gaillard et Simon Thomas pour Anatomie d'un studio : Mikros Image
- Arielle Sleutel et Jan Bultheel pour Canaan : la recherche formelle au secours du budget
- Steve Emerson et Eric Wachtman pour Comment Kubo et l'Armure magique a impressionné la critique
- Hal Hickel pour L'animation de l'univers de Star Wars
- Jean-Baptiste Spieser et Tom Box pour Les nouvelles donnes en fabrication
- Jacques Bled, Philippe Sonrier et Rodolphe Chabrier pour Mac Guff : 30 ans et quelque...
- Jérôme Mouscadet, Quentin Auger et Jean-François Ramos pour Réalité virtuelle en production
- Sébastien Thibaudeau, Thomas Astruc, Tim Searle, Armelle Glorennec et Jean-Luc François pour Série TV : les quatre saisons (ou plus)

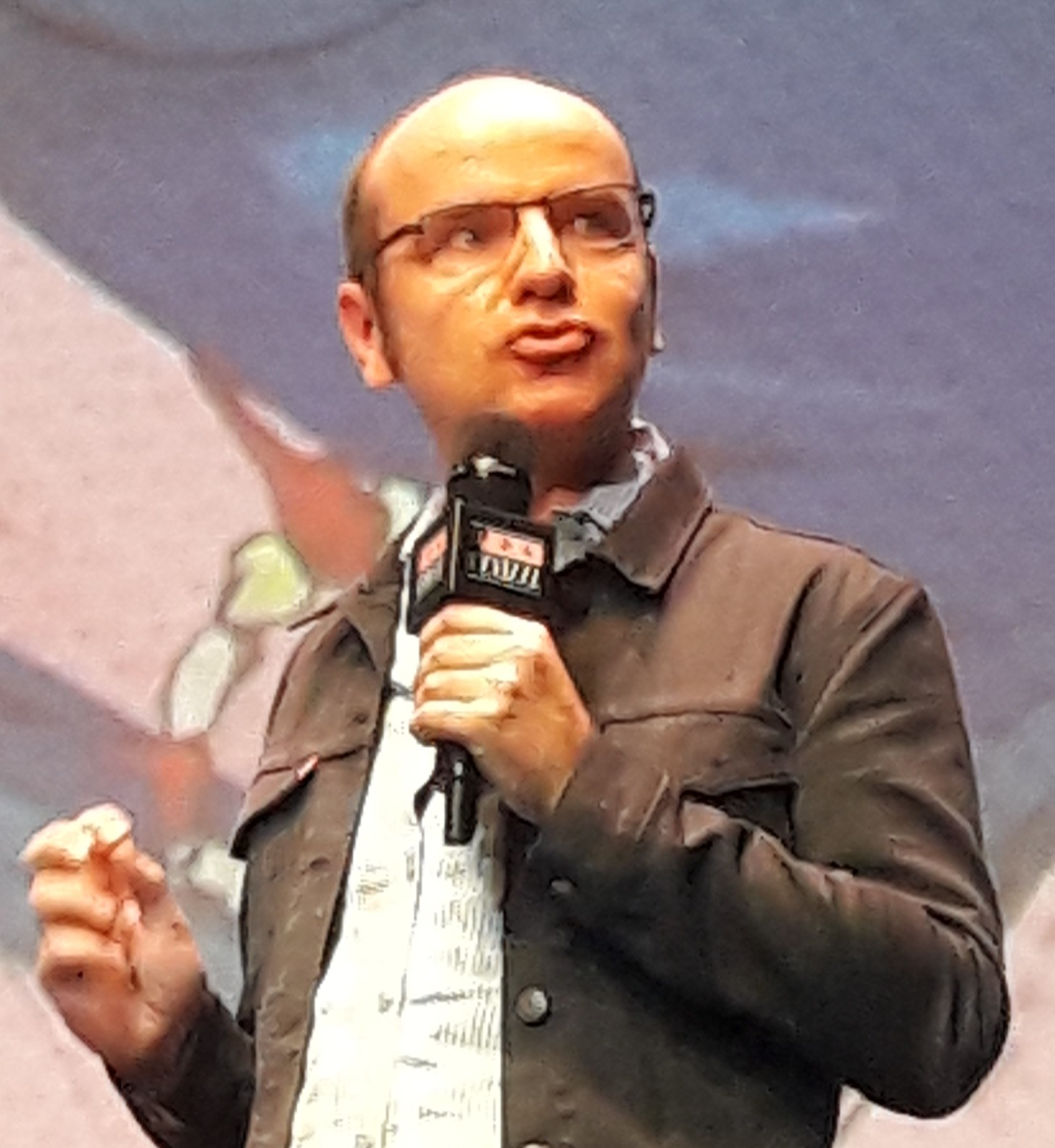
Lewis Trondheim
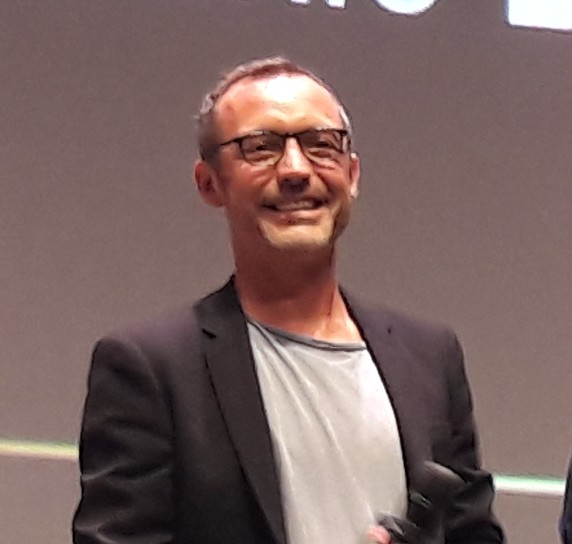
Arthur de Pins
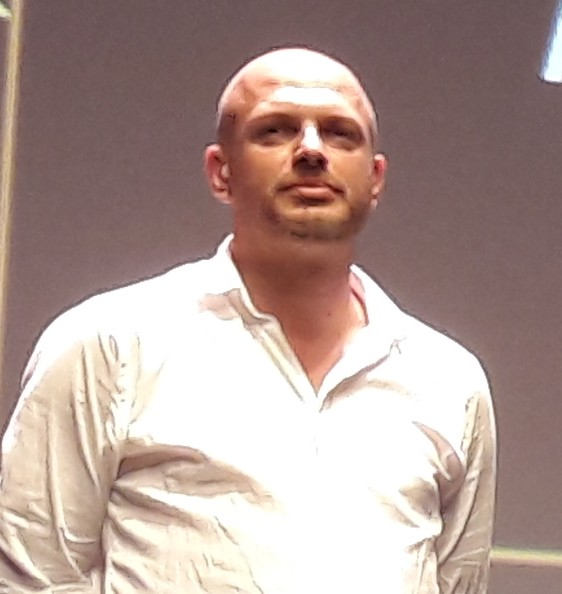
Alexis Ducord
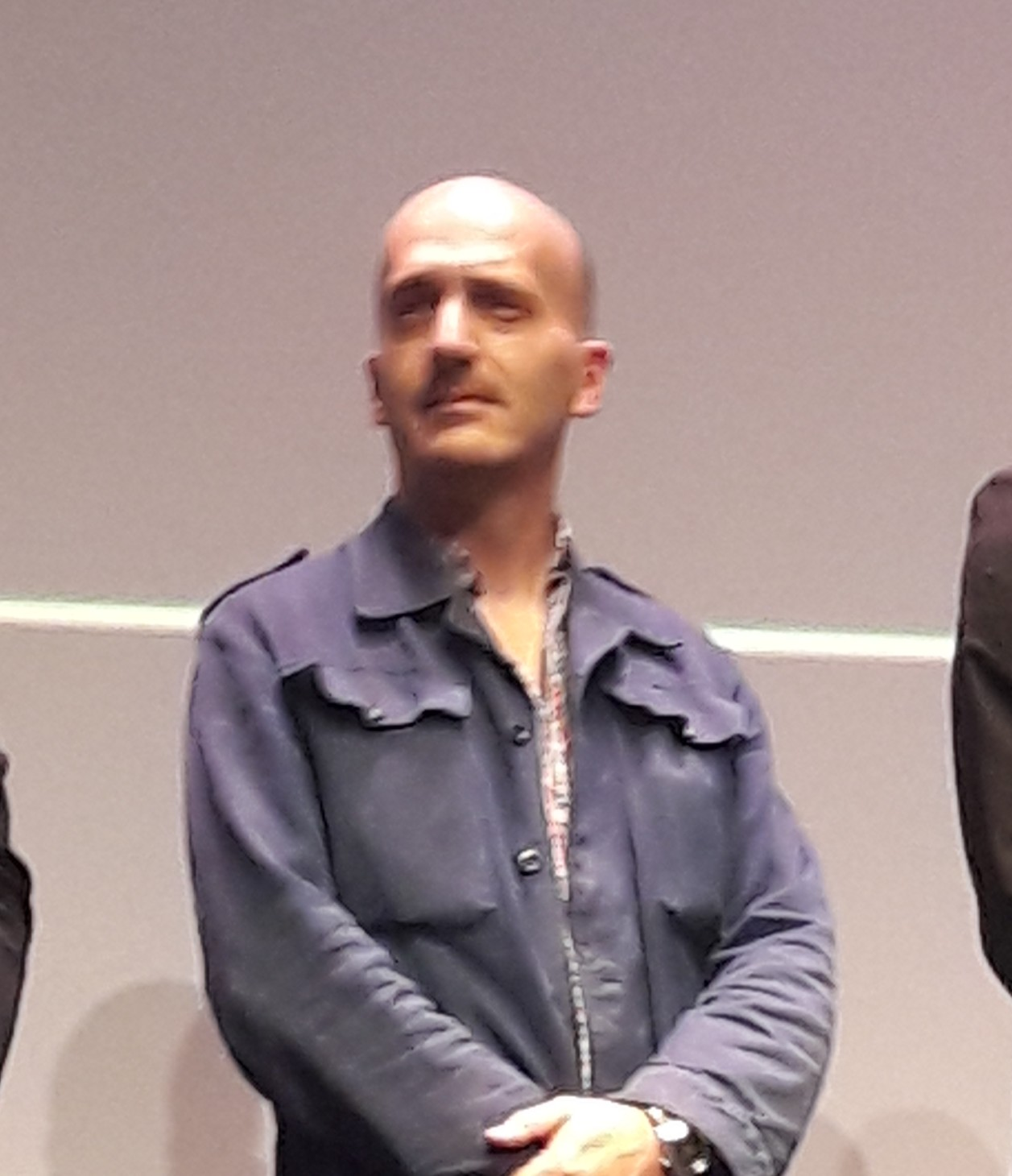
Éric Neveux
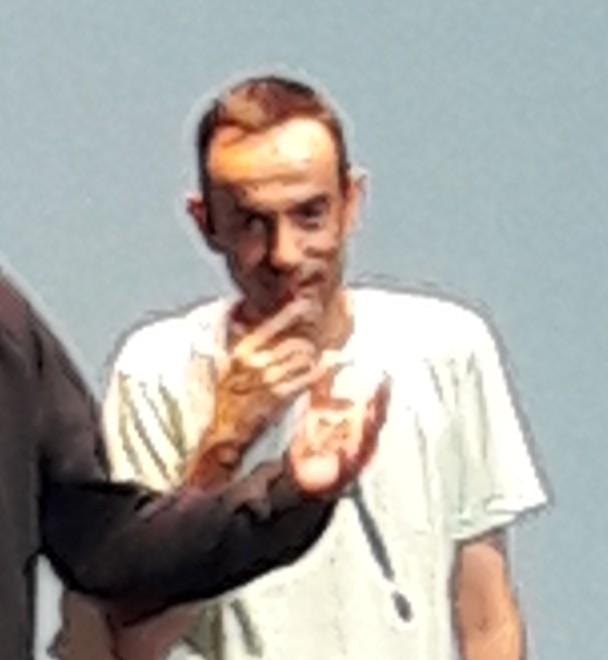
Jean-François Totsi
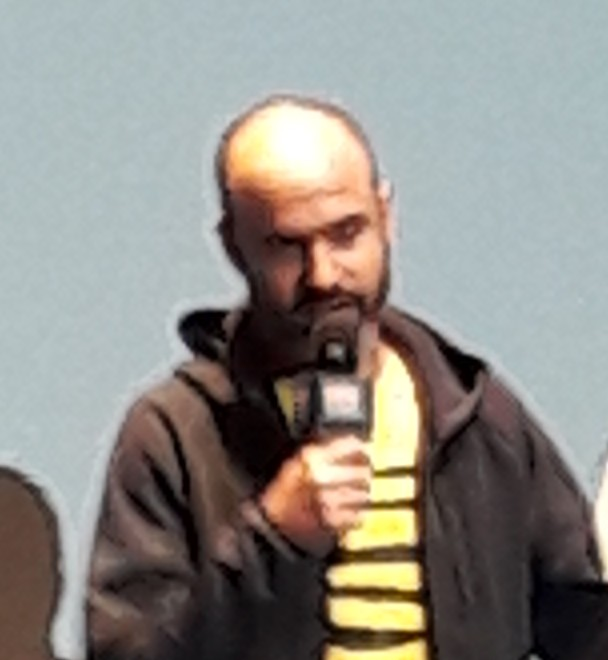
David Alaux
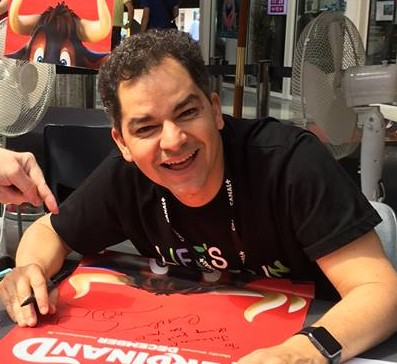
Carlos Saldanha
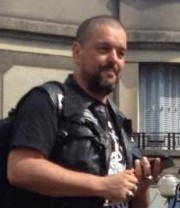
Joann Sfar
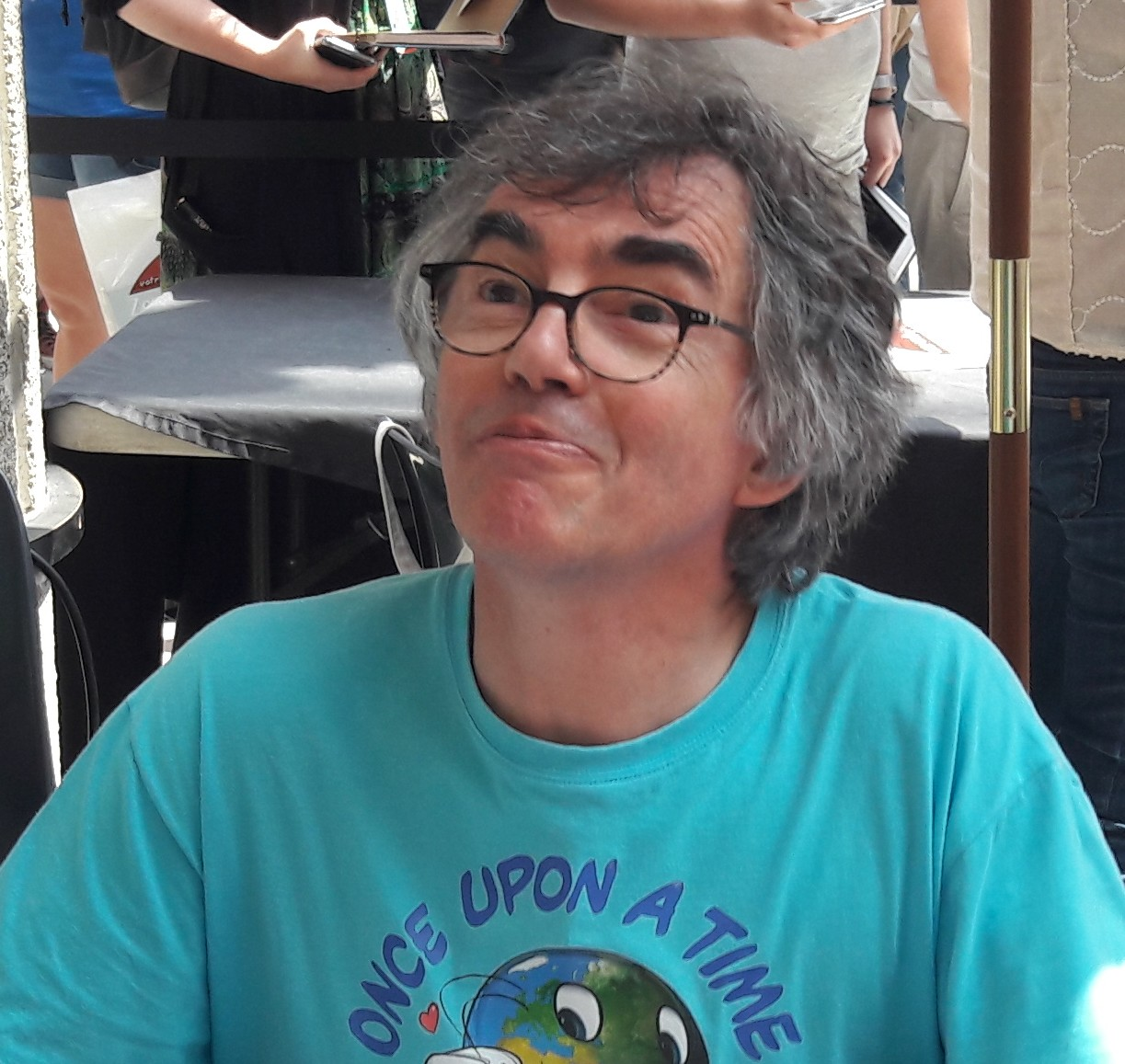
Jean Barbaud
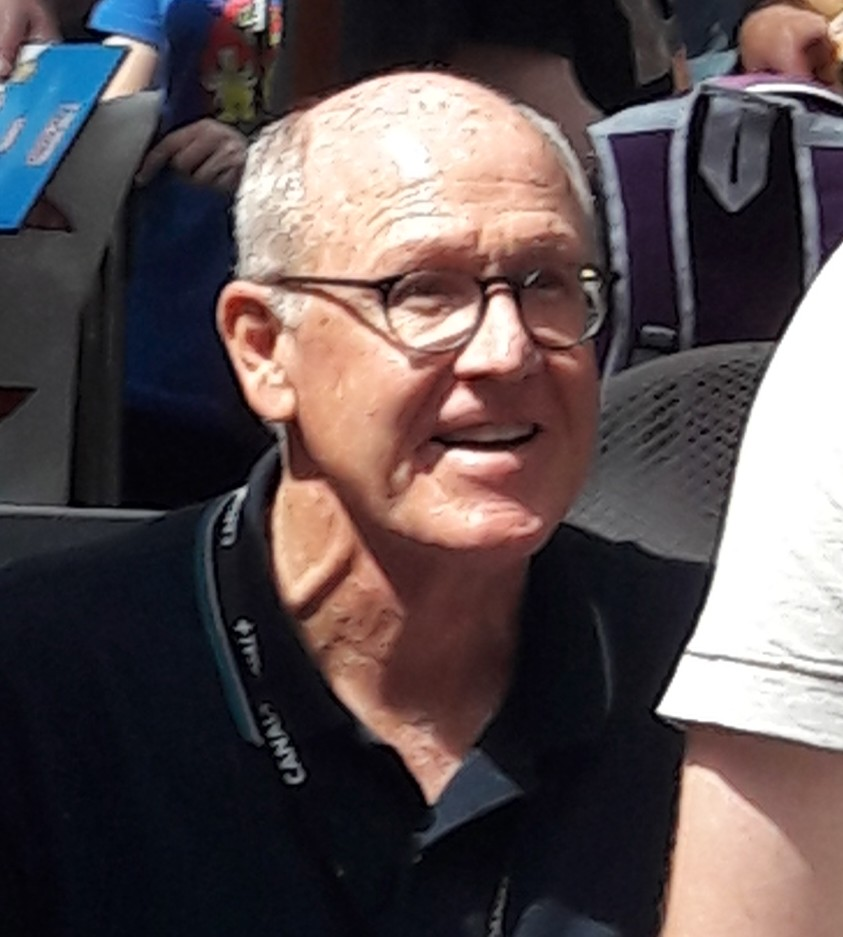
Glen Keane
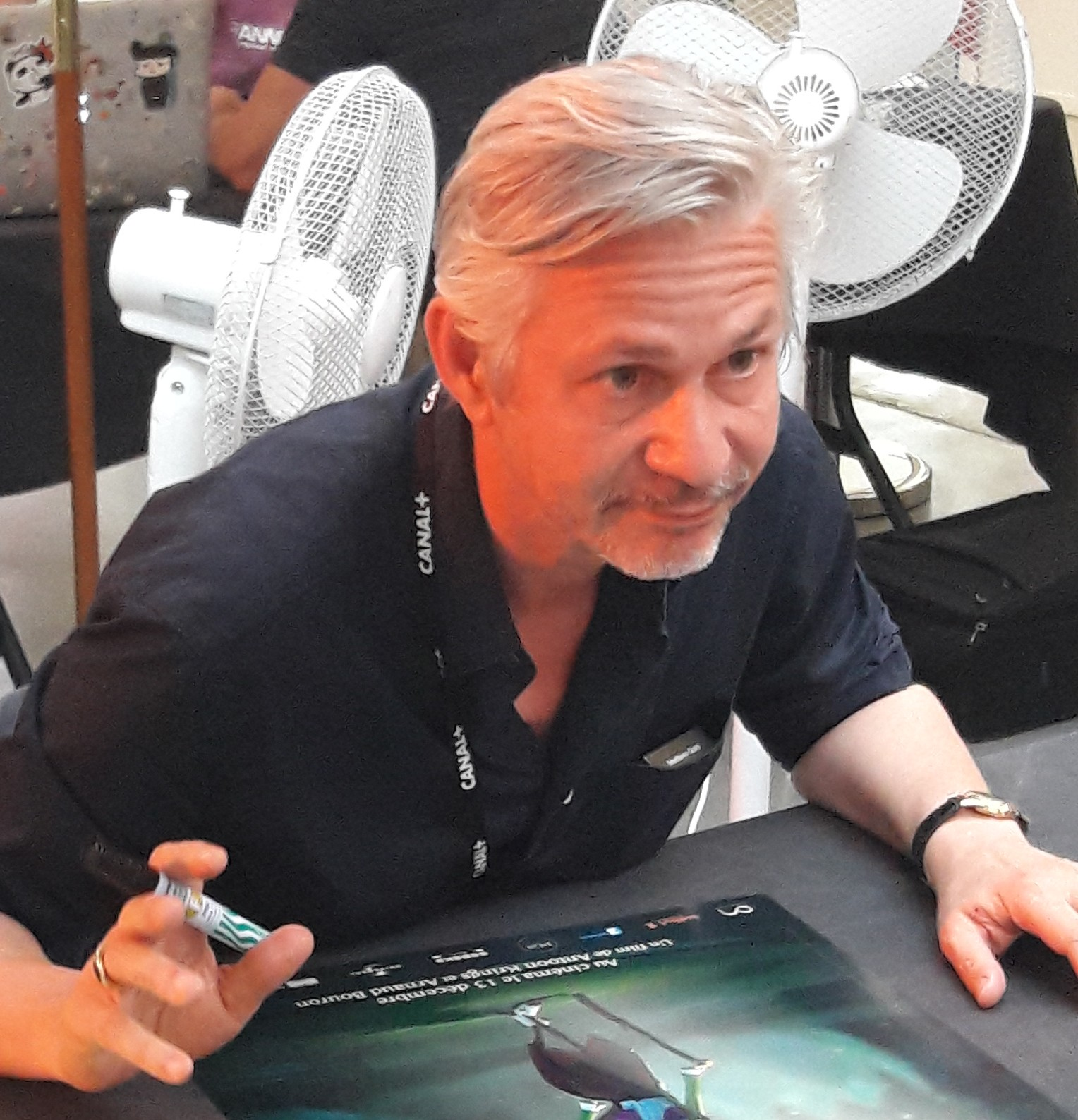
Antoon Krings
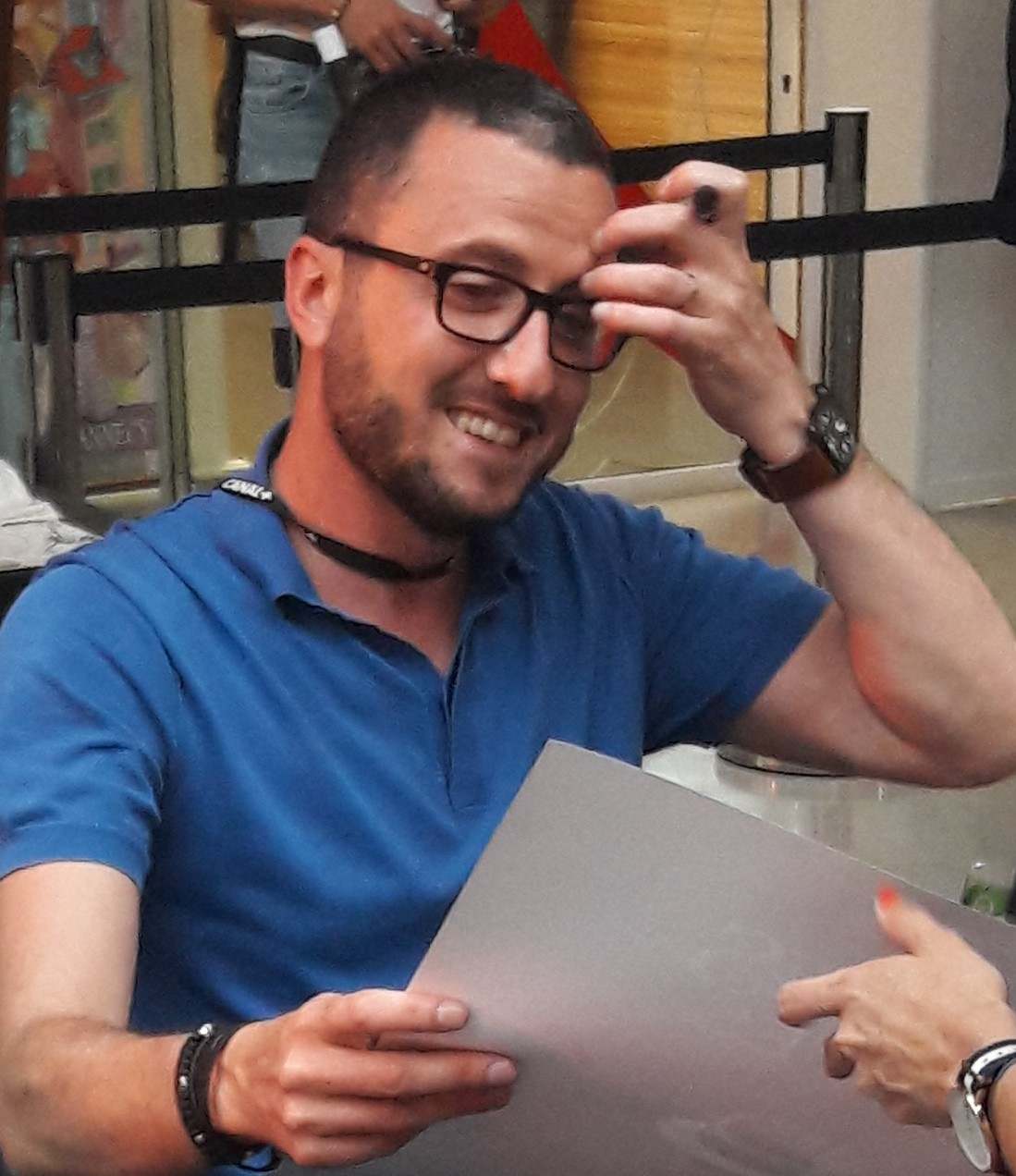
Arnaud Bouron
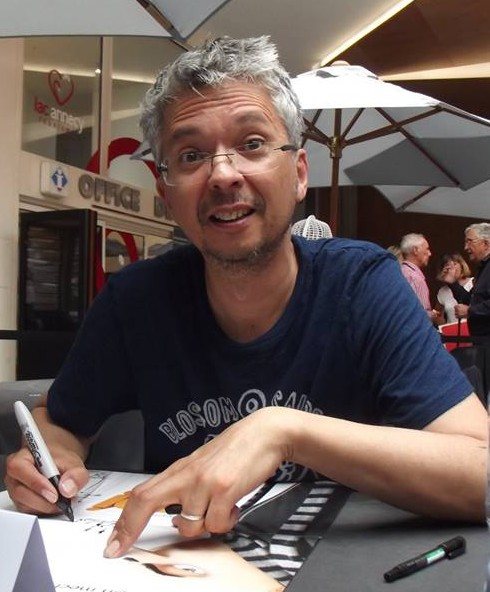
Pierre Coffin
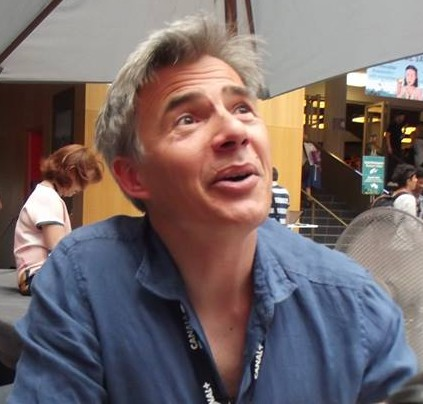
Éric Guillon
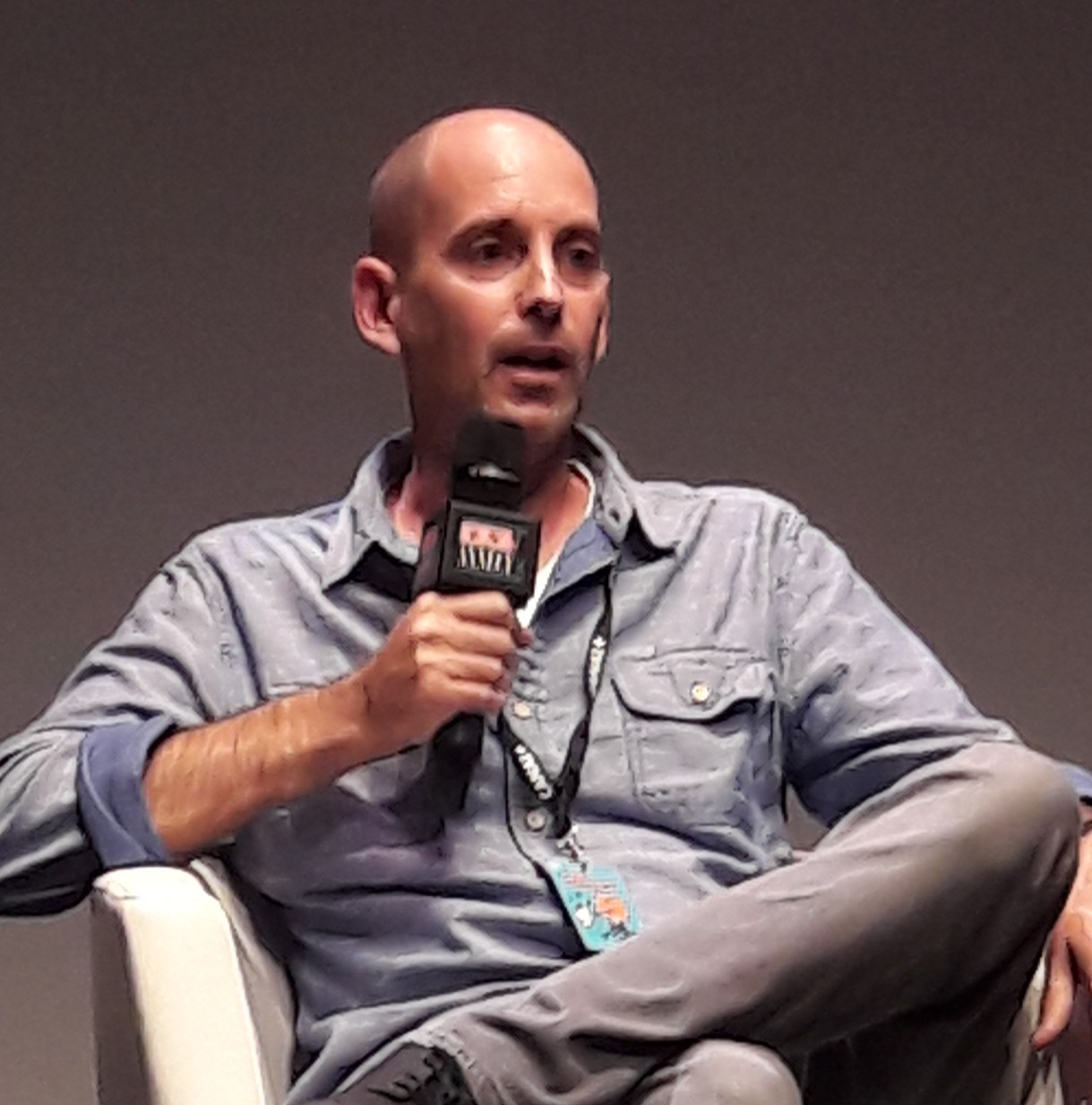
David Soren
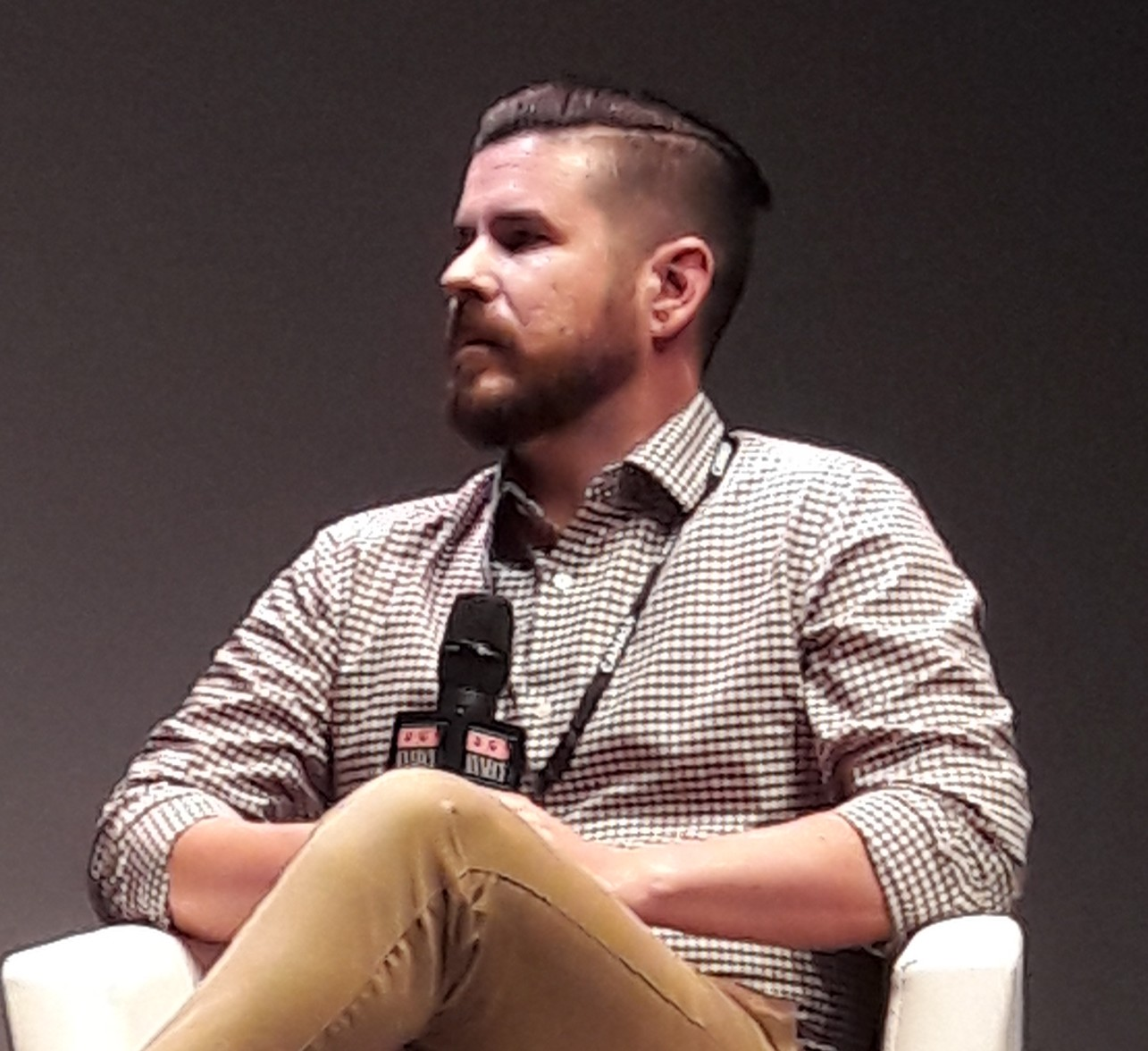
Nate Wragg
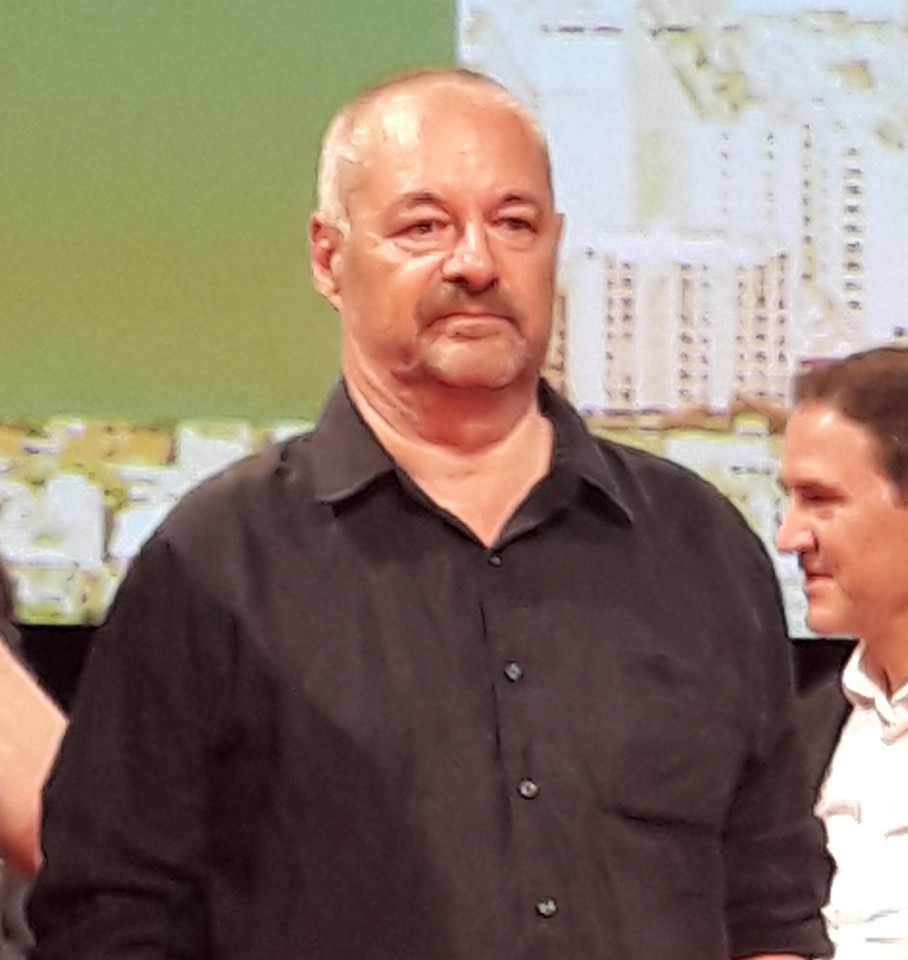
Jean-Pierre Jeunet
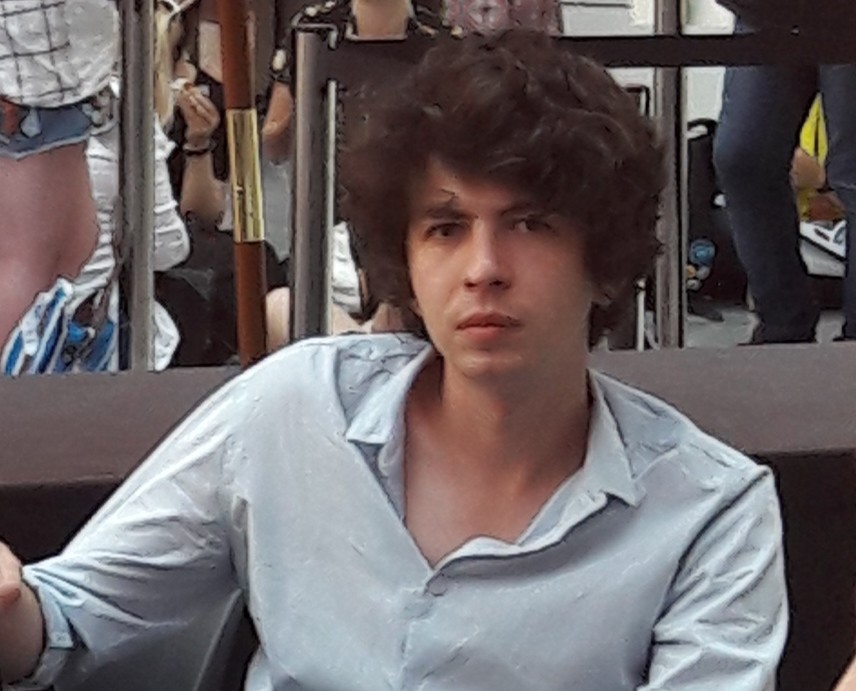
Ugo Bienvenu
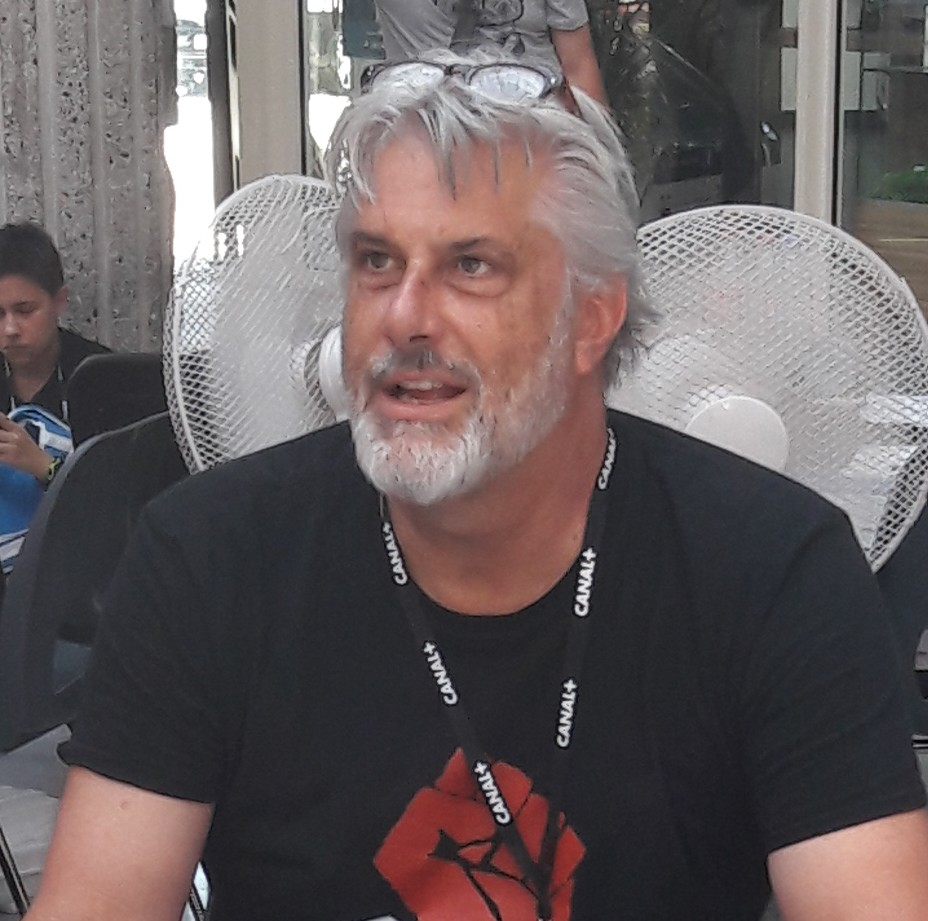
Joe Murray
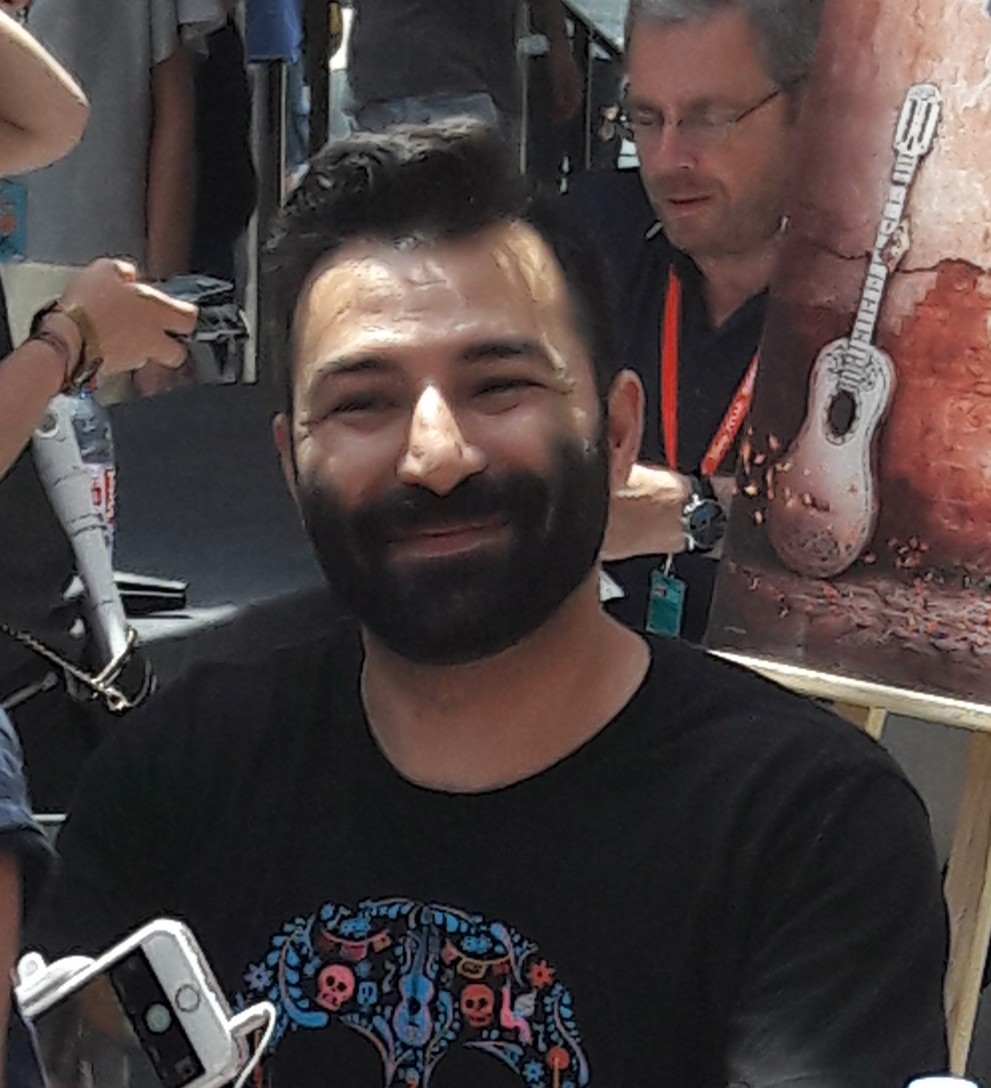
Adrian Molina
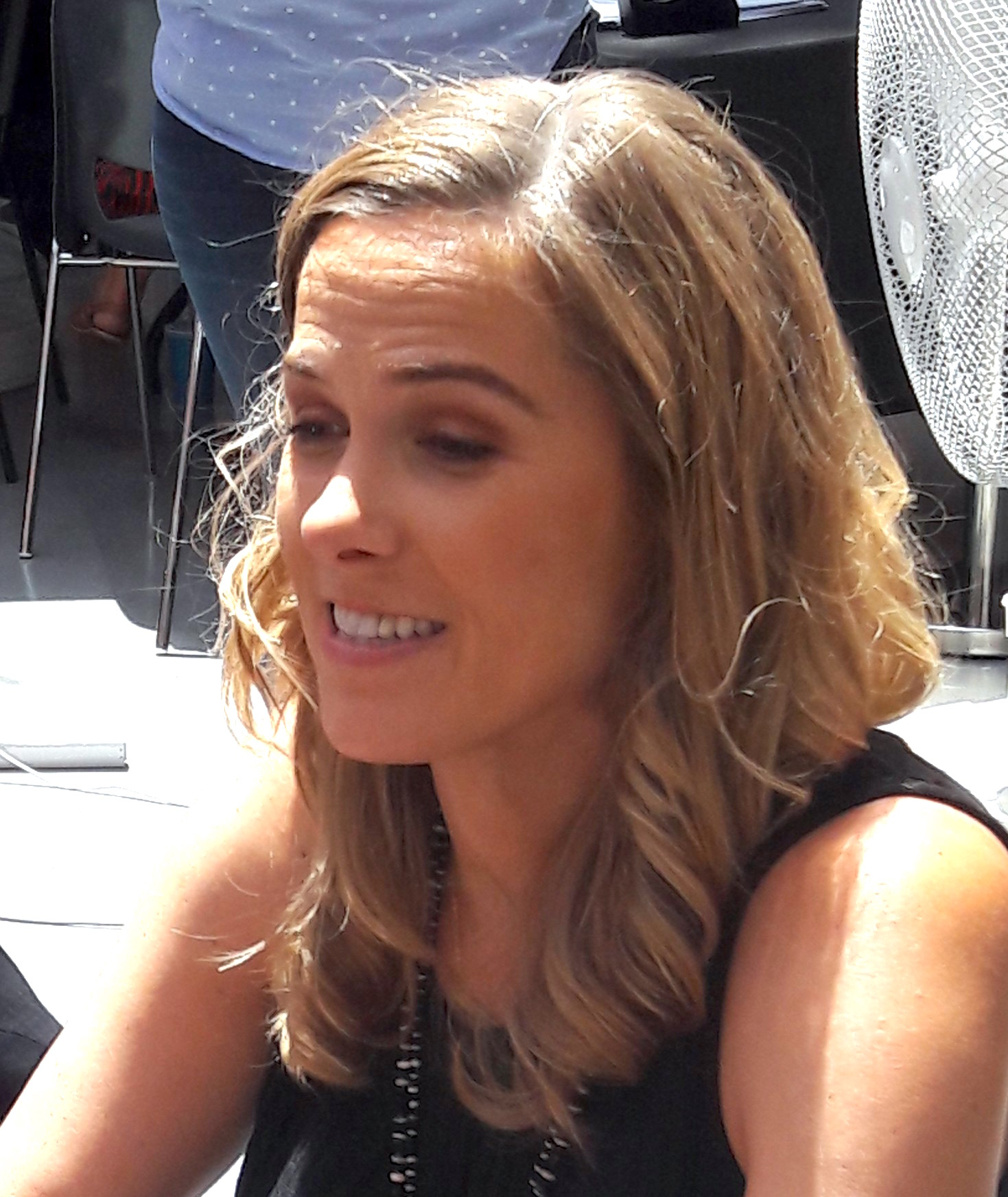
Dana Murray
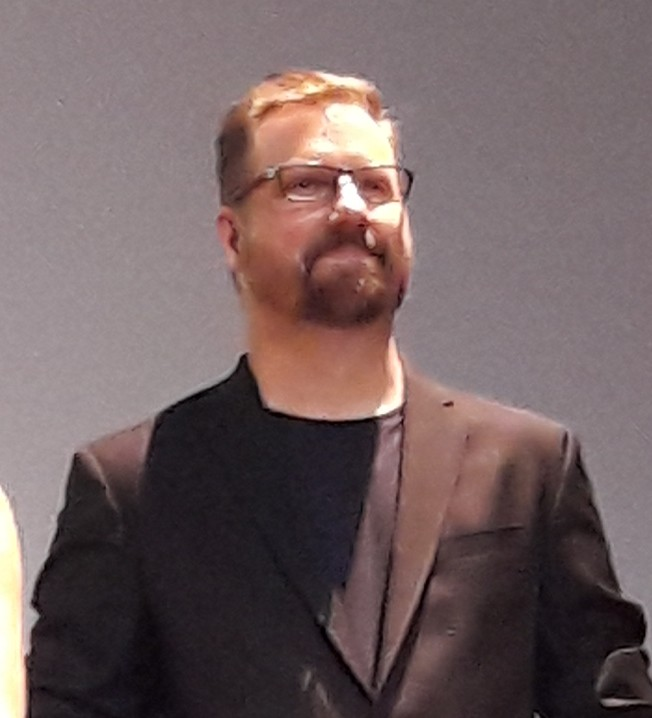
Dave Mullins
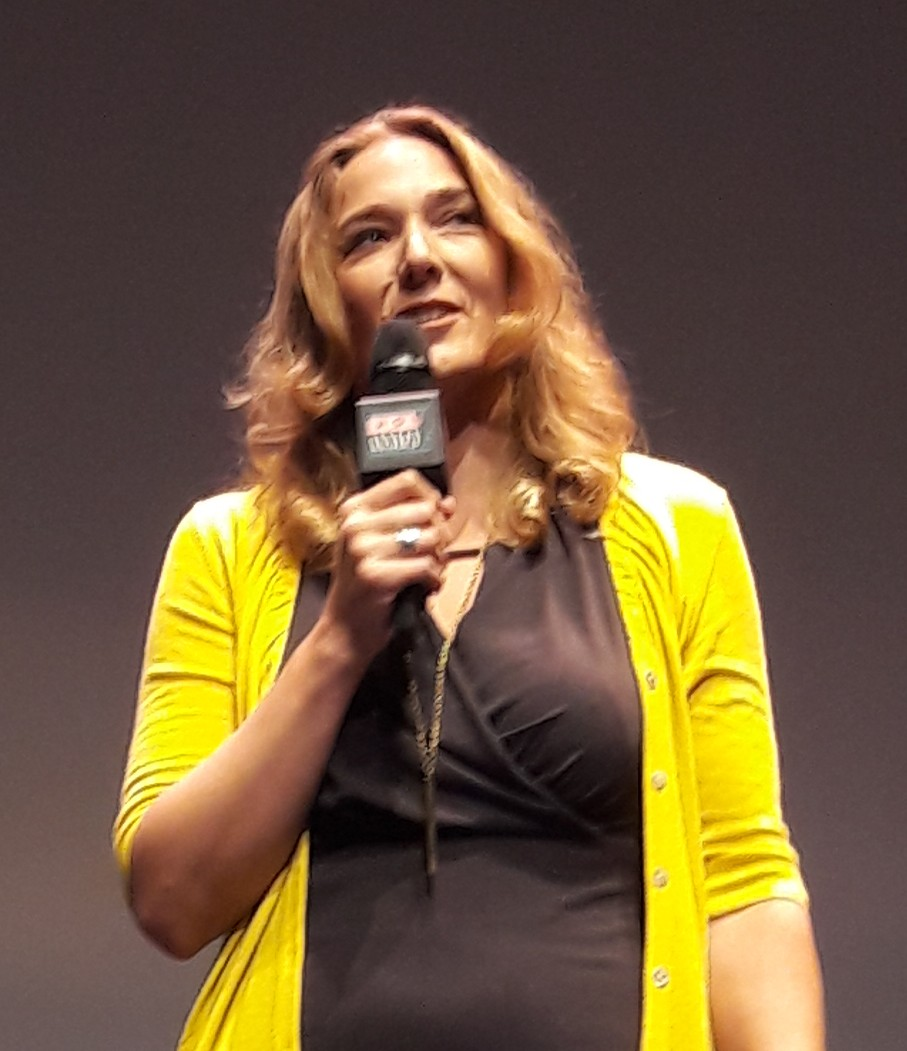
Kiel Murray

## Dédicaces
- Antoon Krings et Arnaud Bouron pour Drôles de petites bêtes
- David Soren et Nate Wragg pour Captain Underpants
- Guillermo del Toro et Rodrigo Blaas pour Trollhunters
- Jean Barbaud pour Il était une fois... la Vie
- Lee Unkrich et Darla K. Anderson pour Coco
- Dave Mullins et Dana Murray pour Lou
- Lewis Trondheim et Guy Delisle
- Pierre Coffin et Yarrow Cheney pour Moi, moche et méchant 3

## Sélection

### Longs métrages

#### En compétition
| Titre                      | Réalisation                                | Pays                      |
| -------------------------- | ------------------------------------------ | ------------------------- |
| A Silent Voice             | Naoko Yamada                               | Japon                     |
| Animal Crackers            | Tony Bancroft, Scott Sava et Jaime Maestro | États-Unis                |
| Big Fish and Begonia       | Xuan Liang et Chun Zhang                   | Chine                     |
| Ethel et Ernest            | Roger Mainwood                             | Royaume-Uni et Luxembourg |
| Have a Nice Day            | Liu Jian                                   | Chine                     |
| Dans un recoin de ce monde | Sunao Katabuchi                            | Japon                     |
| La Passion van Gogh        | Dorota Kobiela et Hugh Welchman            | Pologne et Royaume-Uni    |
| Lou et l'Île aux sirènes   | Masaaki Yuasa                              | Japon                     |
| Téhéran Tabou              | Ali Soozandeh                              | Allemagne                 |
| Zombillénium               | Arthur de Pins et Alexis Ducord            | Belgique et France        |

1. ↑  Initialement sélectionné, Have a Nice Day a été déprogrammé à la dernière minute sous la pression des autorités chinoises.

#### Hors compétition
| Titre                                                                 | Réalisation                        | Pays                                       |
| --------------------------------------------------------------------- | ---------------------------------- | ------------------------------------------ |
| 1917 - Der Wahre Oktober                                              | Katrin Rothe                       | Allemagne                                  |
| Ana y Bruno                                                           | Carlos Carrera                     | Mexique                                    |
| Hirune hime, rêves éveillés                                           | Kenji Kamiyama                     | Japon                                      |
| Deep                                                                  | Julio Soto Gurpide                 | Espagne                                    |
| I'll Just Live in Bando                                               | Lee Young-sun                      | Corée du Sud                               |
| In the Forest of Huckybucky                                           | Rasmus A. Sivertsen                | Norvège                                    |
| Lost in the Moonlight                                                 | Kim Hyun-joo                       | Corée du Sud                               |
| Pequeños héroes                                                       | Juan Pablo Buscarini               | Venezuela                                  |
| Richard the Stork                                                     | Reza Memari et Toby Genkel         | Allemagne, Belgique, Luxembourg et Norvège |
| Rudolph the Black Cat                                                 | Yuyama Kunihiko et Moto Sakakibara | Japon                                      |
| Tad et le Secret du roi Midas Tadeo Jones 2: El secreto del Rey Midas | Enrique Gato et David Alonso       | Espagne                                    |
| Tea Pets                                                              | Gary Wang                          | Chine                                      |
| The Man Who Knew 75 Languages                                         | Anne Magnussen et Pawel Debski     | Norvège, Pologne et Lituanie               |

### Courts métrages

#### En compétition
| Titre                                                         | Réalisation                                  | Pays                                 |
| ------------------------------------------------------------- | -------------------------------------------- | ------------------------------------ |
| 1960 :: Movie :: Still                                        | Stuart Pound                                 | Royaume-Uni                          |
| A Photo of Me                                                 | Dennis Tupicoff                              | Australie                            |
| Adam                                                          | Veselin Efremov                              | Danemark                             |
| Après tout After All                                          | Michael Cusack                               | Australie                            |
| Ainigma                                                       | Antonis Doussias et Aris Fatouros            | Grèce                                |
| Airport                                                       | Michaela Müller                              | Croatie Suisse                       |
| Amalimbo                                                      | Juan Pablo Libossart                         | Suède                                |
| Amour, notre prison Amor, nuestra pirsion                     | Carolina Corral                              | Mexique                              |
| Black Barbie                                                  | Arthur Comfort                               | Ghana                                |
| Casino                                                        | Steven Woloshen                              | Canada                               |
| Casse-croûte                                                  | Burcu Sankur et Geoffrey Godet               | France                               |
| Cinéma Emek, Cinéma Labour, Cinéma Travail                    | Özlem Sulak                                  | France Turquie                       |
| Clair obscur                                                  | Alain Bidard                                 | France                               |
| Contact                                                       | Alessandro Novelli                           | Espagne                              |
| Corp.                                                         | Pablo Polledri                               | Argentine                            |
| Dead Reckoning                                                | Paul Wenninger et Susan Young                | Autriche                             |
| Le Petit Oiseau et la Chenille Der kleine Vogel und die Raupe | Lena Von Döhren                              | Suisse                               |
| Dix puissance moins quarante-trois seconde                    | Clément Courcier                             | France                               |
| Double King                                                   | Felix Colgrave                               | Australie                            |
| Dva tramvaya                                                  | Svetlana Andrianova                          | Russie                               |
| Ethnophobia                                                   | Joan Zhonga                                  | Albanie Grèce                        |
| Frontière Frontera                                            | Vinicio Fabián Guamaní Aldaz                 | Équateur                             |
| Fuddy Duddy                                                   | Siegfried A. Fruhauf                         | Autriche                             |
| Gino Geno                                                     | Dato Kiknavelidze                            | Allemagne Géorgie                    |
| Half a Life                                                   | Tamara Shogaolu                              | Égypte États-Unis Indonésie Pays-Bas |
| Hand Colored no.2                                             | Lei Lei et Thomas Sauvin                     | Chine                                |
| La Maison du hérisson Hedgehog's Home                         | Eva Cvijanovic                               | Canada Croatie                       |
| Hucho Hucho                                                   | Juan Carve                                   | Uruguay                              |
| I Want Pluto to Be a Planet Again                             | Vladimir Mavounia-Kouka et Marie Amachoukeli | France                               |
| In a Nutshell                                                 | Fabio Friedli                                | Suisse                               |
| Inhibitum                                                     | L'Atelier Collectif                          | Belgique                             |
| It Is My Fault                                                | Liu Sha                                      | Chine                                |
| J'aime les filles                                             | Diane Obomsawin                              | Canada                               |
| Johnno's Dead                                                 | Chris Shepherd                               | France Royaume-Uni                   |
| Jungle Taxi                                                   | Hakhyun Kim                                  | Corée du Sud Japon                   |
| KL                                                            | William Henne et Yann Bonnin                 | Belgique                             |
| Kosmos                                                        | Daria Kopiec                                 | Pologne                              |
| Vilaine Fille Kötü Kiz                                        | Ayce Kartal                                  | France Turquie                       |
| Kozly                                                         | Yekaterina Filippova                         | Russie                               |
| Boîte noire Kutxa beltza                                      | Izibene Oñederra et Isabel Herguera          | Espagne                              |
| L'Ogre                                                        | Laurène Braibant                             | France                               |
| La Bêtise                                                     | Thomas Corriveau                             | Canada                               |
| La Licorne                                                    | Rémi Durin                                   | Belgique France                      |
| Le Petit Bonhomme de poche                                    | Ana Chubinidze                               | France, Géorgie Suisse               |
| Le Sentier                                                    | Bhophal Bertuit                              | France                               |
| Lupus                                                         | Carlos Alberto Gomez Salamanca               | Colombie France                      |
| Le Curry de poisson Maacher Jhol                              | Abhishek Verma                               | Inde                                 |
| Mammas hår                                                    | Maja Arnekleiv                               | Norvège                              |
| Manivald                                                      | Chintis Lundgren                             | Canada, Croatie Estonie              |
| MeTube 2: August Sings Carmina Burana                         | Daniel Moshel                                | Autriche                             |
| Min Börda                                                     | Niki Lindroth von Bahr                       | Suède                                |
| Mr. Night Has a Day Off                                       | Ignas Meilunas                               | Lituanie                             |
| My Mamma Is Bossies                                           | Naomi Van Niekerk                            | Afrique du Sud                       |
| Nachtstück                                                    | Anne Breymann                                | Allemagne                            |
| Negative Space                                                | Max Porter et Ru Kuwahata                    | France                               |
| L'Oiseau de nuit Nocna ptica                                  | Špela Čadež                                  | Slovénie Croatie                     |
| Nos faltan                                                    | Emilio Ramos et Lucía Gajá                   | Mexique                              |
| Nothing Happens                                               | Uri et Michelle Kranot                       | Danemark France                      |
| O Poeta das coisas horríveis                                  | Guy Charnaux                                 | Brésil                               |
| Orogenèse Orogenesis                                          | Boris Labbé                                  | France                               |
| Ossa                                                          | Dario Imbrogno                               | Italie                               |
| Overlook                                                      | Juha et Vesa Vehviläinen                     | Finlande                             |
| Panda                                                         | Shen Jie                                     | Chine                                |
| Pépé le morse                                                 | Lucrèce Andreae                              | France                               |
| Le Fruit des nuages Plody mrakù                               | Katerina Karhánková                          | République tchèque                   |
| Radio Dolores                                                 | Katariina Lillqvist                          | Finlande                             |
| Roger Ballen's Theatre of Apparitions                         | Emma Calder et Ged Haney                     | Afrique du Sud Royaume-Uni           |
| SAMT (Silence)                                                | Chadi Aoun                                   | Liban                                |
| Slovo                                                         | Leon Vidmar                                  | Slovénie                             |
| Splendida Moarte Accident                                     | Sergiu Negulici                              | Roumanie                             |
| Sprawa Moczarskiego                                           | Tomasz Siwinski                              | Pologne                              |
| Sredi chernyh voln                                            | Anna Budanova                                | Russie                               |
| Strange Fish                                                  | Steven Subotnick                             | États-Unis                           |
| Tesla : Lumière mondiale                                      | Matthew Rankin                               | Canada                               |
| La Véritable Histoire The Full Story                          | Daisy Jacobs et Chris Wilder                 | Royaume-Uni                          |
| The Gap                                                       | Patrick Vandebroeck                          | Belgique Pays-Bas                    |
| The Ultimate Guide to Inspiration                             | Daniela Uribe et Francisco Marquez           | Espagne Venezuela                    |
| Tiny Big                                                      | Lia Bertels                                  | Belgique                             |
| Tühi ruum                                                     | Ülo Pikkov                                   | Estonie                              |
| Ucieczka                                                      | Jaroslaw Konopka                             | Pologne                              |
| La Vallée des oiseaux blancs Valley of White Birds            | Cloud Yang                                   | Chine                                |
| Venus                                                         | Savio Leite                                  | Brésil                               |
| Wednesday with Goddard                                        | Nicolas Ménard                               | Royaume-Uni                          |
| When Time Moves Faster                                        | Anna Vasof                                   | Autriche Canada                      |
| Yal Va Koopal                                                 | Shiva Sadegh Adasi                           | Iran                                 |
| Yaman                                                         | Amer Albarzawi                               | Syrie                                |
| Zug nach Peace                                                | Jakob Weyde et Jost Althoff                  | Allemagne                            |

### Films de télévision
| Titre                                          | Épisode                                       | Réalisation                                  | Pays                           |
| ---------------------------------------------- | --------------------------------------------- | -------------------------------------------- | ------------------------------ |
| Bible, les récits fondateurs                   | Babel, le récit d'une folie totalitaire       | Sean McCormack et Serge Bloch                | France Luxembourg              |
| Bill & Tony                                    | Spicy                                         | Nick Donkin                                  | Australie Hong Kong, Singapour |
| BoJack Horseman                                | Comme un poisson hors de l'eau                | Mike Hollingsworth                           | États-Unis                     |
| Chernyy kvadrat                                | Episode 2                                     | Dmitry Visotskiy                             | Russie                         |
| Clarence                                       | The Tails of Mardrynia                        | Stephen Neary                                | États-Unis                     |
| Ernest et Célestine                            | Blizzard                                      | Julien Chheng et Jean-Christophe Roger       | France Luxembourg              |
| Fantasy Patrol                                 | Everybody Dance Now                           | Mubinov Nail                                 | Russie                         |
| George & Paul                                  | Slaapwandelen                                 | Joost Van Den Bosch et Erik Verkerk          | Belgique Pays-Bas              |
| Grabouillon                                    | Gomme-de-folie                                | Bernard Ling                                 | France                         |
| INUI                                           | Abenteuer am Nordpol                          | Dietmar Kremer                               | Allemagne France               |
| Kaeloo                                         | Et si on jouait à... l'épisode très spécial ! | Rémi Chapotot et Philippe Rolland            | France                         |
| L'Homme le plus petit du monde                 | Le Pull                                       | Juan Pablo Zaramella                         | France Argentine               |
| La Cabane à histoires                          | Rosa Lune et les Loups                        | Célia Rivière                                | France                         |
| Le Vent dans les roseaux                       | Le Vent dans les roseaux                      | Nicolas Liguori et Arnaud Demuynck           | France Belgique, Suisse        |
| Maya l'abeille                                 | Quatre sauterelles dans le vent               | Jérôme Mouscadet                             | France                         |
| Mouvement Deluxe                               | Episode 4                                     | Mathieu Handfield                            | Canada                         |
| Petzi                                          | Endstation Wüste                              | Johannes Weiland et Carsten Bunte            | Allemagne                      |
| Porosenok                                      | Dikaya                                        | Natalia Berezovaya                           | Russie                         |
| Przytul mnie                                   | Operacja weekend                              | Mateusz Jarmulski                            | Pologne                        |
| Puffin Rock                                    | The First Snow                                | Maurice Joyce                                | Irlande                        |
| Un Conte peut en cacher un autre               | Un Conte peut en cacher un autre              | Jakob Schuh et Jan Lachauer                  | Royaume-Uni                    |
| Rolling with the Ronks!                        | A Good Connection                             | Jean-Christophe Dessaint et Charles Vaucelle | France                         |
| Sesenta y ocho voces, sesenta y ocho corazones | Episode 1                                     | Ana Gabriela Badillo                         | Mexique                        |
| Simon                                          | Je ne veux pas aller à la piscine             | Julien Cayot                                 | France                         |
| Super Science Friends                          | The Phantom Premise                           | Brett Jubinville                             | Canada                         |
| Bienvenue chez les Loud                        | Quand Lori n'est pas là les souris dansent    | Chris Savino                                 | États-Unis                     |
| The Man-Woman Case                             | Wanted                                        | Anaïs Caura                                  | France                         |
| ToonMarty                                      | Marty's Zit                                   | Sean Scott                                   | Canada                         |
| Trollhunters                                   | Becoming Part 1                               | Rodrigo Blaas et Guillermo del Toro          | États-Unis                     |
| Will                                           | No Limit                                      | Régis Vidal                                  | France                         |

### Films de commande
| Artiste / Produit / Marque                   | Titre                                          | Réalisation                                                       | Pays                   |
| -------------------------------------------- | ---------------------------------------------- | ----------------------------------------------------------------- | ---------------------- |
| /slash                                       | Trailer 2016                                   | Wolfgang Matzl                                                    | Autriche               |
| A Story of a Refugee                         | A Story of a Refugee                           | May Hassan                                                        | Égypte                 |
| Adult Swim                                   | Mr. Pickles                                    | Simon Wilches-Castro                                              | États-Unis             |
| BBC Olympics                                 | Rio 2016                                       | Againstallodds                                                    | Royaume-Uni            |
| Big Sister                                   | Big Sister                                     | Yoni Goodman                                                      | Israël                 |
| CNN                                          | Blue                                           | Dave Prosser, Daniel Chester et Marie-Margaux Tsakiri-Scanatovits | Royaume-Uni            |
| Cocoon                                       | I Can't Wait                                   | Simon Medard                                                      | Belgique               |
| Créa                                         | Créa                                           | Emmanuel Mauries                                                  | Canada                 |
| Dick the Dog                                 | Dick the Dog                                   | Petra Mrzyk et Jean-François Moriceau                             | France                 |
| Elemental                                    | Elemental                                      | Adrian Meyer                                                      | Allemagne              |
| Endangered Love                              | Endangered Love                                | Diogo Kalil et Mateus de Paula Santos                             | Brésil                 |
| Fabrica de emoções                           | Fabrica de emoções                             | Gabriel Nobrega                                                   | Brésil                 |
| Fleddy Melculy                               | Apu Van De Nightshop                           | Pierre Mousquet, Marc-Antoine Deleplanque et Hubert Seynave       | Belgique               |
| GiedRé                                       | Les Rois des animaux                           | Anaïs Chevillard                                                  | France                 |
| Hadag Nahash et Infected Mushroom            | Legal Eyes                                     | Tal Zagreba, Robert Moreno et Daniel Sasson                       | Israël                 |
| Festival du film d'animation d'Hollande 2017 | Festival Leader                                | Ding Shiwei et Lu Chen                                            | Chine                  |
| Honda                                        | Ridgeline                                      | Adam Pesapane                                                     | États-Unis             |
| Human Rights Explained                       | Human Rights Explained                         | Fraser Davidson                                                   | Royaume-Uni            |
| Image par image                              | Image par image                                | Yulia Aronova et Eugène Boitsov                                   | Russie Ukraine         |
| Journey Through Creativity                   | Journey Through Creativity                     | Tevy Dubray                                                       | France                 |
| Katie Melua                                  | Perfect World                                  | Saul Freed et Karni Arieli                                        | Royaume-Uni            |
| Le Chef                                      | Le Chef                                        | Lazin Damjan et Bálint Halasi                                     | Hongrie                |
| Le Mot des académiciens                      | Verre                                          | Momoko Seto                                                       | France                 |
| Life, Animated                               | Life, Animated                                 | Roger Ross Williams                                               | États-Unis             |
| Little Lungs                                 | Birthday                                       | Peter Sluszka                                                     | États-Unis             |
| Material World                               | Material World                                 | Anna Ginsburg                                                     | Royaume-Uni            |
| Moby                                         | Are You Lost in the World Like Me?             | Steve Cutts                                                       | Royaume-Uni États-Unis |
| Mr. Lif & L'Orange                           | Mr. Lif & L'Orange                             | Kris Merc                                                         | États-Unis             |
| Only Education, Make Growth More Wonderful   | Only Education, Make Growth More Wonderful     | Xun Yin                                                           | Chine                  |
| Plasticine                                   | Plasticine                                     | Raj Yagnik et Tine Kluth                                          | Royaume-Uni            |
| SGCH                                         | Josh's Story                                   | Stefan Wernik                                                     | Australie              |
| Space Cocks                                  | Space Cocks                                    | Janina Putzker                                                    | Allemagne              |
| Spectacle of the Real                        | Spectacle of the Real                          | Orion Tait                                                        | États-Unis             |
| Stone Age                                    | Stone Age                                      | Florian Landouzy                                                  | Corée du Sud France    |
| TED-Ed                                       | How Small Are We in the Scale of the Universe? | Yukai Du                                                          | États-Unis Royaume-Uni |
| The Greatest Gift                            | The Greatest Gift                              | Sam Fell                                                          | Royaume-Uni            |
| The Human Slaughterhouse                     | The Human Slaughterhouse                       | Cesare Davolio et Simon Buijs                                     | Pays-Bas Royaume-Uni   |
| The School of Life                           | Cultural Mining                                | Iria Lopez et Daniela Negrin Ochoa                                | Royaume-Uni            |
| Whate Makes Something Kafkaesque?            | Whate Makes Something Kafkaesque?              | Jeremiah Dickey                                                   | États-Unis             |
| White Night                                  | White Night                                    | Naama Zarfaty et Nadia Dubijansky                                 | Israël                 |

### Films de fin d'études
- 69SEC de Laura Nicolas ( Belgique)
- A Daybreak de Xing Quan Luan ( Chine)
- A Narrative Film de Michael Edwards ( États-Unis)
- Ad astra de Lauric Bonnemort, Clémentin Massin et Pierre Vallerich ( France)
- Animation (According to Children) de Daniela Monzon Leotaud ( Canada)
- Ascribed Achievements de Samaneh Shojaei ( Iran)
- Bølge de Kevin McCurdy ( États-Unis)
- Call of Cuteness de Brenda Lien ( Allemagne)
- Cipka de Renata Gasiorowska ( Pologne)
- Des résidus analytiques. de Jon Boutin ( France)
- Fault Lines de Mandy Wong ( États-Unis)
- Fukushima, 5 ans après d'Eve Cecarrelli ( France)
- Garden Party de Théophile Dufresne, Florian Babikian, Gabriel Grapperon, Lucas Navarro, Vincent Bayoux et Victor Caire ( France)
- Gokurōsama de Clémentine Frère, Aurore Gal, Yukiko Meignien, Anna Mertz, Robin Migliorelli et Romain Salvini ( France)
- Hot Dog Hands de Matt Reynolds ( États-Unis)
- How Are You Today? de Sophie Markatatos ( Royaume-Uni)
- Je mangerais bien un enfant d'Anne-Marie Balay ( France)
- Jsme přece lidi de Jan Míka ( République tchèque)
- Juliette de Lora d'Addazio ( Belgique)
- Kötelék de Judit Wunder ( Hongrie)
- La Table d'Eugène Boitsov ( France)
- Le Bar du théâtre d'Aude David ( France)
- Le Clitoris de Lori Malépart-Traversy ( Canada)
- Leave With Me de Mel Wong ( États-Unis)
- Nachthexen de Julie H. Baltzer ( Danemark)
- Natsu no gero wa huyu no sakana de Sawako Kabuki ( Japon)
- Nueva Vida de Jonathan Seligson ( États-Unis)
- O Matko! de Paulina Ziolkowska ( Pologne)
- Once a Hero de Xia Li ( États-Unis et  Chine)
- Pas à pas de Charline Arnoux ( France)
- Penelope de Heta Jäälinoja ( Estonie et  Finlande)
- Play Boys de Vincent Lynen ( Belgique)
- Prebúdza de Filip Diviak ( République tchèque)
- Preston de Gabriel Amar, Louis Doucerain, Joseph Heu, William Marcere, Terence Tieu et Morgane Vaast ( France)
- Projection sur canapé de Violette Delvoye ( Belgique)
- Ragoût d'Inès Bernard-Espina ( France)
- Sirocco d'Avril Hug, Lauren Madec, Kevin Tarpinian, Thomas Lopez-Massy et Romain Garcia ( France)
- Sog de Jonathan Schwenk ( Allemagne)
- Sopa de estrellas de Daniela Peralta ( Costa Rica)
- Sunnämilch de Silvan Zweifel ( Suisse)
- Tête à tête de Natasha Tonkin ( Royaume-Uni)
- The Psychedelic Rope de Liu Gaoxiang ( Chine)
- Toer de Jasmijn Cedee ( Belgique et  Pays-Bas)
- Tough de Jennifer Zheng ( Royaume-Uni)
- Wcielenie de Barbara Rupik ( Pologne)
- What a Peaceful Day d'Eden Chan ( Taïwan)
- Wrestler de Kwak Ki-hyuk ( Corée du Sud)
- Yummy de Wen Fan ( France et  Chine)

## Programmes spéciaux

### Animation érotique: des goûts et des couleurs...
| Titre                                                 | Réalisation | Année      | Pays                   |
| GL (amour)                                            | GL (amour) | GL (amour) | GL (amour)             |
| ----------------------------------------------------- | --- | ---------- | ---------------------- |
| The Curse of the Voodoo Child                         | Steven Woloshen | 2005       | Canada                 |
| Chainsaw                                              | Dennis Tupicoff | 2007       | Australie              |
| Le Putois amoureux                                    | Tex Avery | 1948       | États-Unis             |
| Topor et moi                                          | Sylvia Kristel et Ruud Den Drijver                                                                                 | 2004       | Pays-Bas               |
| Achilles                                              | Barry Purves | 1995       | Royaume-Uni            |
| Jennifer and Tiffany (A Monday Night in the Bathroom) | Momoko Seto | 2011       | France                 |
| Le Banquet de la concubine                            | Hefang Wei | 2012       | France, Canada, Suisse |
| La Joie de vivre                                      | |            |                        |
| Bacall to Arms                                        | Bob Clampett | 1946       | États-Unis             |
| Love in Idleness                                      | Kim Noce | 2016       | Italie et Royaume-Uni  |
| Le Roman de la contrebasse                            | Jiří Trnka | 1949       | République tchèque     |
| La Joie de vivre                                      | Anthony Gross et Hector Hoppin                                                                                     | 1934       | France                 |
| Flesh                                                 | Édouard Salier | 2005       | France                 |
| Grace                                                 | Lorelei Pepi | 1999       | États-Unis             |
| Betty Boop in Snow White                              | Dave Fleischer | 1933       | États-Unis             |
| Safe Sex: Powerplay                                   | Greg Lawson | 2003       | Pays-Bas               |
| Le Carnaval des animaux                               | Michaela Pavlatova                                                                                                 | 2006       | République tchèque     |
| Pixel Joy                                             | Florentine Grelier                                                                                                 | 2012       | France                 |
| Rêves humides                                         | |            |                        |
| Naked Youth                                           | Kōjirō Shishido | 2006       | Japon                  |
| Peep Show                                             | Rino Stefano Tagliafierro                                                                                          | 2016       | Italie                 |
| Old Orchard Beach, P.Q.                               | Michèle Cournoyer                                                                                                  | 1981       | Canada                 |
| Matières à rêver                                      | Florence Miailhe                                                                                                   | 2008       | France                 |
| Pink Komkommer                                        | Marv Newland, Craig Bartlett, Alison Snowden, David Fine, Janet Perlman, Sara Petty, Stoyan Dukov et Paul Driessen | 1991       | Canada                 |
| La Salle de bain                                      | Yōji Kuri | 1971       | Japon                  |
| Papillons de nuit                                     | Raoul Servais | 1998       | Belgique               |
| Henry 9' Til 5                                        | Bob Godfrey | 1970       | Royaume-Uni            |
| Koumontekijūku Ketsujiru Juke                         | Sawako Kabuki | 2012       | Japon                  |
| Teat Beat of Sex "Trouble"                            | Signe Baumane | 2007       | États-Unis             |

### Annecy Classics
| Titre                                                         | Réalisation                   | Année                         | Pays                          |
| 100 ans d'animation japonaise                                 | 100 ans d'animation japonaise | 100 ans d'animation japonaise | 100 ans d'animation japonaise |
| ------------------------------------------------------------- | ----------------------------- | ----------------------------- | ----------------------------- |
| Short cuts sur L'Empire des sens de Nagisa Ōshima             | Franck Dion                   | 2017                          | France                        |
| Haru no uta                                                   | Noburō Ōfuji                  | 1931                          | Japon                         |
| Manga Kobutori                                                | Yasuji Murata                 | 1929                          | Japon                         |
| Ponsuke no haru                                               | Ikuo Oishi                    | 1934                          | Japon                         |
| Propagate                                                     | Shigeji Ogino                 | 1935                          | Japon                         |
| Manga Shin Sarukanigassen                                     | Kenzō Masaoka                 | 1939                          | Japon                         |
| Arichan                                                       | Mitsuyo Seo                   | 1941                          | Japon                         |
| Akira                                                         |                               |                               |                               |
| Short cuts sur 2001, l'Odyssée de l'espace de Stanley Kubrick | Zaven Najjar                  | 2017                          | France                        |
| Akira                                                         | Katsuhiro Ōtomo               | 1988                          | Japon                         |
| Bozzetto non troppo                                           |                               |                               |                               |
| Short cuts sur Le Guépard de Luchino Visconti                 | Marie de Lapparent            | 2017                          | France                        |
| Bozzetto non troppo                                           | Marco Bonfanti                | 2016                          | Italie                        |
| Le Baron de Crac                                              |                               |                               |                               |
| Short cuts sur Jour de fête de Jacques Tati                   | Zaven Najjar                  | 2017                          | France                        |
| Le Baron de Crac                                              | Karel Zeman                   | 1961                          | République tchèque            |
| Peter Foldes, un garçon plein d'avenir                        |                               |                               |                               |
| Short cuts sur French Cancan de Jean Renoir                   | Theodore Ushev                | 2017                          | France                        |
| Métamorphoses - Dieu est-il pop ?                             | Jean Antoine                  | 1964                          | Belgique et France            |
| A Short Vision                                                | Joan et Peter Foldes          | 1954                          | Royaume-Uni                   |
| Plus vite                                                     | Peter Foldes                  | 1965                          | France                        |
| La Samaritaine - Gamma                                        | Peter Foldes                  | 1974                          | France                        |
| Bahlsen - Gourmandises                                        | Peter Foldes                  | 1971                          | France                        |
| Indesit - Lave-linge                                          | Peter Foldes                  | 1972                          | France                        |
| Appétit d'oiseau                                              | Peter Foldes                  | 1965                          | France                        |
| Un garçon plein d'avenir                                      | Peter Foldes                  | 1965                          | France                        |
| Bahlsen - Comics                                              | Peter Foldes                  | 1973                          | France                        |
| Fresh Pale - Un nouveau style de bière                        | Peter Foldes                  | 1970                          | France                        |
| La Faim                                                       | Peter Foldes                  | 1973                          | France                        |
| Guerlain - Chamade                                            | Peter Foldes                  | 1970                          | France                        |
| Indesit - Gamme                                               | Peter Foldes                  | 1972                          | France                        |
| Au-delà du temps                                              | Peter Foldes                  | 1976                          | France                        |
| Rêve                                                          | Peter Foldes                  | 1975                          | France                        |
| Space Battleship Yamato: Resurrection                         |                               |                               |                               |
| Short cuts sur Le Pianiste de Roman Polanski                  | Franck Dion                   | 2017                          | France                        |
| Yamato: Resurrection                                          | Yoshinobu Nishizaki           | 2009                          | Japon                         |
| Le Village enchanté                                           |                               |                               |                               |
| Short cuts sur La Porte du paradis de Michael Cimino          | Stéphanie Cadoret             | 2017                          | France                        |
| Le Village enchanté                                           | Marcel et Réal Racicot        | 1955                          | Canada                        |
| Making-of de la restauration du Village enchanté              | -                             | -                             | Canada                        |

### Clyde Henry Productions: Détectives de la pataphysique
| Titre                                                | Réalisation                        | Année | Pays   |
| ---------------------------------------------------- | ---------------------------------- | ----- | ------ |
| Cochemare                                            | Chris Lavis et Maciek Szczerbowski | 2013  | Canada |
| La Fesse cachée de la Lune                           | Chris Lavis et Maciek Szczerbowski | 1999  | Canada |
| L'Année de l'os                                      | Chris Lavis et Maciek Szczerbowski | 2010  | Canada |
| Madame Tutli-Putli                                   | Chris Lavis et Maciek Szczerbowski | 2007  | Canada |
| We Drink Too Much                                    | Chris Lavis et Maciek Szczerbowski | 2016  | Canada |
| Higglety Pigglety Pop! Or There Must Be More to Life | Chris Lavis et Maciek Szczerbowski | 2010  | Canada |
| We Eat Shit                                          | Chris Lavis et Maciek Szczerbowski | 2016  | Canada |
| The Neighbouroods Rise                               | Chris Lavis et Maciek Szczerbowski | 2015  | Canada |
| Love Songs for Robots                                | Chris Lavis et Maciek Szczerbowski | 2015  | Canada |
| Saint-Louis Square                                   | Chris Lavis et Maciek Szczerbowski | 2016  | Canada |

### La Chine à l'honneur
| Titre                                                         | Réalisation                  | Année                        | Pays                         |
| Chine, nouvelle génération 1                                  | Chine, nouvelle génération 1 | Chine, nouvelle génération 1 | Chine, nouvelle génération 1 |
| ------------------------------------------------------------- | ---------------------------- | ---------------------------- | ---------------------------- |
| Pan Tian Shou                                                 | Joe Chang                    | 2003                         | Chine                        |
| Season and Butterfly                                          | Steven Shao                  | 2004                         | Chine                        |
| White Snake                                                   | Yun Ting Ruan                | 2006                         | Chine                        |
| One Minute Art History                                        | Shu Cao                      | 2015                         | Chine                        |
| Chasing                                                       | Chao Wu                      | 2011                         | Chine                        |
| Cochon noir cochon blanc                                      | Gong Zhang                   | 2005                         | Chine                        |
| Blind                                                         | Lu Chen                      | 2014                         | Chine                        |
| Classwork                                                     | Jin Yue Wan                  | 2012                         | Chine                        |
| Missing Scenery                                               | Tao Jiang                    | 2014                         | Chine                        |
| Go to City Ele                                                | Wen Yu Li                    | 2015                         | Chine                        |
| Chine, nouvelle génération 2                                  |                              |                              |                              |
| Chiliad                                                       | Shu Cao                      | 2016                         | Chine                        |
| Double Act                                                    | Ding Shiwei                  | 2013                         | Chine                        |
| Happen                                                        | Chao Wu et Weilun Xia        | 2013                         | Chine                        |
| Freud, le Poisson et le Papillon                              | Haiyang Wang                 | 2009                         | Chine                        |
| A Wolf in the Tree                                            | Jiaxing Lin                  | 2012                         | Chine                        |
| Monkey                                                        | Shen Jie                     | 2015                         | Chine                        |
| A Story in the Diao Ling Garden                               | Weiyu Wang                   | 2017                         | Chine                        |
| Goodbye Utopia                                                | Ding Shiwei                  | 2014                         | Chine                        |
| International : Le Silence dans le bruit                      | Xue Yanping                  | 2014                         | Chine                        |
| Le meilleur des courts métrages d'écoles                      |                              |                              |                              |
| The Pond                                                      | Ying Huang                   | 2002                         | Chine                        |
| Zheng Jiu                                                     | Anli Liu                     | 2002                         | Chine                        |
| Tree                                                          | Jie Lin                      | 2006                         | Chine                        |
| Image Moment                                                  | Ren Tianchun                 | 2007                         | Chine                        |
| Pear or Alien                                                 | Lei Lei                      | 2010                         | Chine                        |
| Get a Lift                                                    | Liu Gaoxiang                 | 2011                         | Chine                        |
| Ketchup                                                       | Yan Baishen et Guo Chunning  | 2012                         | Chine                        |
| My Little Word                                                | Mengqian Chen et Liu Jiao    | 2012                         | Chine                        |
| La Chasse double                                              | Chengxi Huang                | 2012                         | Chine                        |
| Run!                                                          | Shen Jie                     | 2012                         | Chine                        |
| After School                                                  | Junyi Xiao                   | 2013                         | Chine                        |
| Poisson                                                       | Lin Zhang                    | 2014                         | Chine                        |
| Regarder par terre toute sa vie                               | Xie Chenglin                 | 2015                         | Chine                        |
| So Red and a Little Blue                                      | Sijia Luo                    | 2015                         | Chine                        |
| Day, the chef                                                 | Xiong Shuyu                  | 2016                         | Chine                        |
| Les années 50                                                 |                              |                              |                              |
| Le Pinceau magique                                            | Xi Jin                       | 1955                         | Chine                        |
| Arracher le navet                                             | Qian Jiajun                  | 1957                         | Chine                        |
| Zhu Bajie mange la pastèque                                   | Guchan Wan                   | 1958                         | Chine                        |
| Le Jujubier et la Vieille Dame                                | Pu Jiaxiang                  | 1958                         | Chine                        |
| En traversant la montagne des singes                          | Shu-Cheng Wang               | 1958                         | Chine                        |
| Les années 60                                                 |                              |                              |                              |
| Le Berger et la Princesse                                     | Lu Yue                       | 1960                         | Chine                        |
| La Flûte du bouvier                                           | Te Wei et Qian Jiajun        | 1963                         | Chine                        |
| Spectacle sur le lac                                          | Zheguang Yu                  | 1964                         | Chine                        |
| Le Journal de Xiao Lin                                        | Jinqing Hu                   | 1965                         | Chine                        |
| Nouvel âge d'or à l'issue de la révolution culturelle         |                              |                              |                              |
| Le renard mystifie le chasseur                                | Xionghua Hu                  | 1978                         | Chine                        |
| Le Cerf au neuf couleurs                                      | Qian Jiajun et Tielang Dai   | 1981                         | Chine                        |
| Petit Renard                                                  | Guiyun Ge                    | 1984                         | Chine                        |
| 36 Caractères chinois                                         | Xu Jingda                    | 1984                         | Chine                        |
| Supersavon                                                    | Xu Jingda                    | 1986                         | Chine                        |
| Le pont fait d'une seule poutre                               | Shu-Cheng Wang               | 1988                         | Chine                        |
| Le Renard des neiges                                          | Yunqiu Wu                    | 1998                         | Chine                        |
| Rock Dog                                                      |                              |                              |                              |
| Rock Dog                                                      | Ash Brannon                  | 2016                         | Chine et États-Unis          |
| Sun Xun, le magicien et le monde                              |                              |                              |                              |
| Requiem                                                       | Sun Xun                      | 2007                         | Chine                        |
| Coal Spell                                                    | Sun Xun                      | 2008                         | Chine                        |
| Clown's Revolution                                            | Sun Xun                      | 2010                         | Chine                        |
| People's Republic of Zoo                                      | Sun Xun                      | 2009                         | Chine                        |
| Beyond-ism                                                    | Sun Xun                      | 2010                         | Chine                        |
| 21 Grams                                                      | Sun Xun                      | 2010                         | Chine                        |
| Some Actions Which Haven't Been Defined Yet in the Revolution | Sun Xun                      | 2011                         | Chine                        |
| Xi Chen et Xu An : revisiter l'Histoire                       |                              |                              |                              |
| The Winter Solstice                                           | Xi Chen et Xu An             | 2008                         | Chine                        |
| A Clockwork Cock                                              | Xi Chen et Xu An             | 2009                         | Chine                        |
| Grain Coupon                                                  | Xi Chen et Xu An             | 2011                         | Chine                        |
| Mahjong                                                       | Xi Chen et Xu An             | 2013                         | Chine                        |
| The Swallow                                                   | Xi Chen et Xu An             | 2016                         | Chine                        |
| The Poem                                                      | Xi Chen et Xu An             | 2015                         | Chine                        |
| La Princesse à l'éventail de fer                              |                              |                              |                              |
| La Princesse à l'éventail de fer                              | Frères Wan                   | 1941                         | Chine                        |

### Le Grand Sommeil
| Titre                       | Réalisation              | Année | Pays        |
| --------------------------- | ------------------------ | ----- | ----------- |
| Dreamland Express           | David Alexander Anderson | 1982  | Royaume-Uni |
| La Porte                    | David Alexander Anderson | 1990  | Royaume-Uni |
| Il était une fois un chien  | Édouard Nazarov          | 1982  | Russie      |
| La Chasse                   | Édouard Nazarov          | 1979  | Russie      |
| La Bastringue Madame Bolduc | George Geertsen          | 1992  | Canada      |
| Les Mots                    | George Geertsen          | 1996  | Canada      |
| Play Back                   | Sarah Mallinson          | 1981  | France      |
| Mahjong                     | Xi Chen et Xu An         | 2013  | Chine       |

### Midnight Specials
| Titre                                                   | Réalisation                                | Année   | Pays              |
| Lastman                                                 | Lastman                                    | Lastman | Lastman           |
| ------------------------------------------------------- | ------------------------------------------ | ------- | ----------------- |
| T'es un abruti Aldana                                   | Jérémie Périn                              | 2015    | France            |
| Tu dis ça parce que j'ai une grenade                    | Jérémie Périn                              | 2015    | France            |
| Tu sais, moi, les moustachus                            | Jérémie Périn                              | 2015    | France            |
| Sors de ma mère !                                       | Jérémie Périn                              | 2015    | France            |
| Des carrés dans des carrés                              | Jérémie Périn                              | 2015    | France            |
| Des dents, des dents, des dents                         | Jérémie Périn                              | 2015    | France            |
| Perfect Blue                                            |                                            |         |                   |
| Perfect Blue                                            | Satoshi Kon                                | 1997    | Japon             |
| Spike and Mike's Sick and Twisted 40th Anniversary Show |                                            |         |                   |
| Spike Intro                                             | Melissa Va She                             | 1999    | États-Unis        |
| The Hangnail                                            | Shane Acker                                | 2000    | États-Unis        |
| Animation vs Animator 1                                 | Alan Becker                                | 2012    | États-Unis        |
| The Two Minute Itch                                     | Eric Favela                                | 2004    | États-Unis        |
| Capitaine Génial - Le Grondement dans la jungle urbaine | Erca Bozdogan et Mikkel Aabenhuus Sørensen | 2011    | Danemark          |
| Beyond Grandpa                                          | Breehn John Burns et Jason Johnson         | 1998    | États-Unis        |
| The Ghost of Stephen Foster                             | Raymond S. Persi et Matthew Nastuk         | 1999    | États-Unis        |
| Brainless                                               | Sara Boix Grau                             | 2015    | Espagne           |
| Bière                                                   | Nerdo                                      | 2016    | Italie            |
| Cat's n' Things                                         | Mighty Fudge                               | 2016    | États-Unis        |
| Grenouille                                              | Christopher Conforti                       | 2004    | États-Unis        |
| Quiet Log Time                                          | Breehn John Burns                          | 2005    | États-Unis        |
| Remote                                                  | Andrew Lavery et Mathew Rees               | 2015    | Royaume-Uni       |
| Pigeon: Impossible                                      | Lucas Martell                              | 2009    | États-Unis        |
| Key Lime Pie                                            | Trevor Jimenez                             | 2007    | Canada            |
| Cox and Combes/Washington                               | Brad Neely                                 | 2009    | États-Unis        |
| Slug Invasion                                           | Morten Helgeland                           | 2012    | Danemark          |
| E1even Roses                                            | Pedram Goshtasbpour                        | 2008    | Canada            |
| Guard Dog                                               | Bill Plympton                              | 2004    | États-Unis        |
| Instincts animaux                                       | Camero Edser et Michael Richards           | 2007    | Australie         |
| The Saga of Biôrn                                       | Benjamin J. Kousholt                       | 2011    | Danemark          |
| Peck Pocketed                                           | Kevin Herron                               | 2014    | États-Unis        |
| Honda - Paper                                           | Adam Pesapane                              | 2015    | États-Unis        |
| 12 Days of Elves 1-15                                   | Jan Stebbins                               | 2015    | États-Unis        |
| WTF programme                                           |                                            |         |                   |
| Hi Stranger                                             | Kirsten Lepore                             | 2016    | États-Unis        |
| Less than Human                                         | Steffen Bang Lindholm                      | 2016    | Danemark          |
| Eye Love You                                            | Nikiel Suchit                              | 2016    | États-Unis        |
| Steven va au parc                                       | Claudia Cortés Espejo                      | 2016    | Belgique          |
| NSFWhale                                                | Nathan Campbell et Alec Cummings           | 2016    | États-Unis        |
| The Absence of Eddy Table                               | Rune Spaans                                | 2016    | Norvège           |
| Cinq heures                                             | Ural Machiyanov                            | 2016    | Kazakhstan        |
| Den' NLO                                                | Vladimir Sakhnovsky                        | 2016    | Russie            |
| Scavengers                                              | Charles Huettner et Joseph Bennett         | 2016    | États-Unis        |
| Wally Cheeseburger 2                                    | Michael Carlo                              | 2016    | États-Unis        |
| It's a Date                                             | Zachary Zezima                             | 2016    | États-Unis        |
| Coyanuscocksee                                          | Gary Ye                                    | 2016    | Canada            |
| The Wind-Ups - Plastic Instinct                         | Irene et Isabel Chica                      | 2017    | Espagne et France |
| Allô, c'est ta mère                                     | Daniel Sterlin-Altman                      | 2016    | Canada            |
| How to Have a Romantic Date                             | Joost Lieuwma                              | 2016    | Pays-Bas          |
| Walking the Dog                                         | Tommy Robin                                | 2016    | Royaume-Uni       |
| Safety Tips with Captain Tardigrade!                    | Ian Miller                                 | 2016    | États-Unis        |

## Palmarès

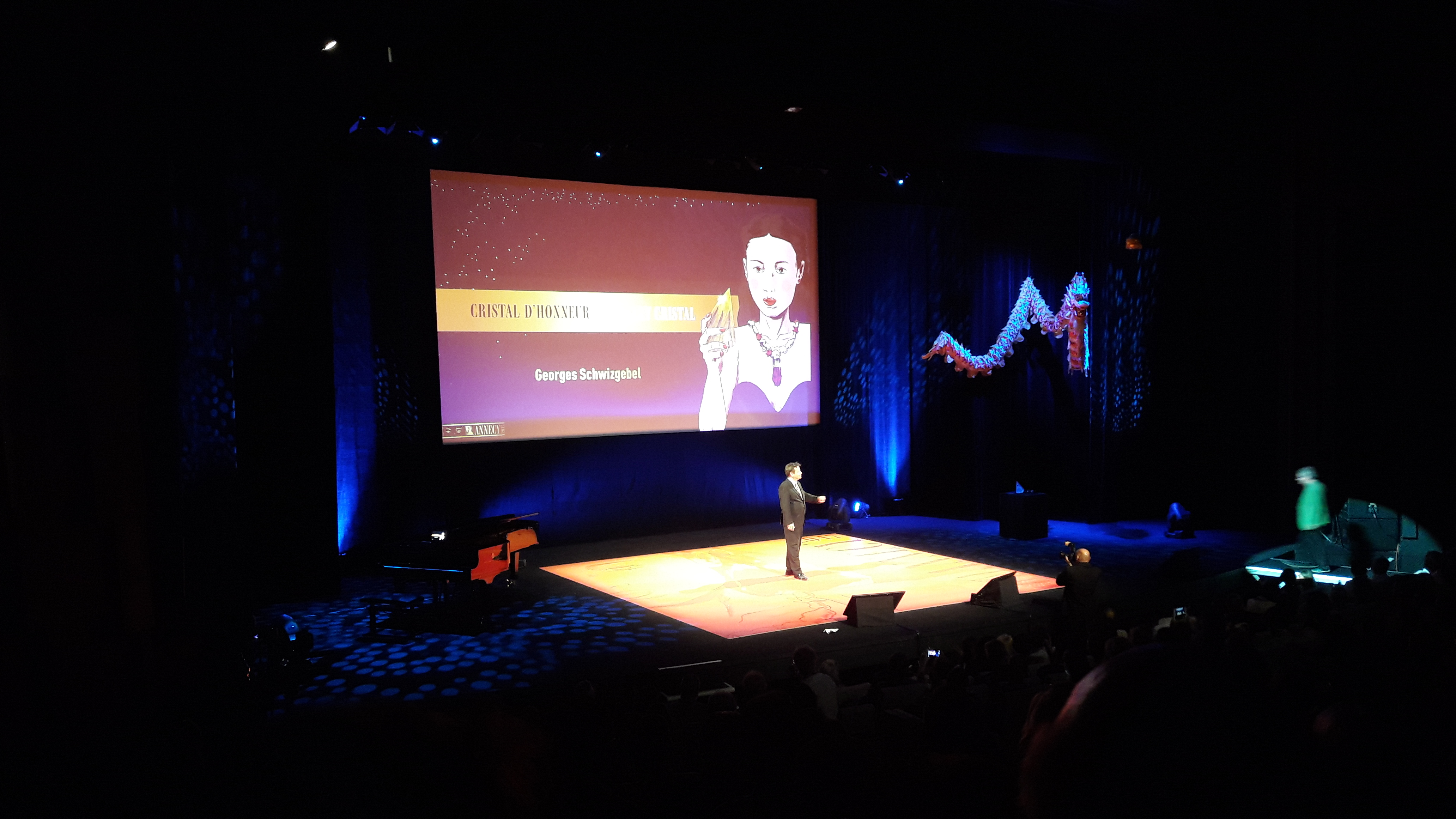
Cérémonie de clôture et de remise des prix du festival.

### Courts métrages
| Prix                                        | Attribué à                                                                   | Pays              |
| ------------------------------------------- | ---------------------------------------------------------------------------- | ----------------- |
| Cristal d'Annecy                            | The Burden (Min Börda) de Niki Lindroth von Bahr                             | Suède             |
| Prix du jury                                | Vilaine Fille (Kötü kiz) de Ayce Kartal                                      | France et Turquie |
| Prix Jean-Luc Xiberras de la première œuvre | The Blissful Accidental Death (Splendida Moarte Accident) de Sergiu Negulici | Roumanie          |
| Prix Sacem de la musique originale          | Radio Dolores de Katariina Lillqvist                                         | Finlande          |
| Prix du jury junior                         | La Vallée des oiseaux blancs (Valley of White Birds) de Cloud Yang           | Chine             |
| Prix du jeune public                        | La Maison du hérisson (Hedgehog's Home) de Eva Cvijanovic                    | Canada et Croatie |
| Mention spéciale                            | L'Ogre de Laurène Braibant                                                   | France            |
| Prix du public                              | Pépé le morse de Lucrèce Andreae                                             | France            |
| Prix du film Off-Limits                     | Dix puissance moins quarante-trois seconde de Francis                        | France            |

### Longs métrages
| Prix                    | Attribué à                                                                  | Pays                   |
| ----------------------- | --------------------------------------------------------------------------- | ---------------------- |
| Cristal du long métrage | Lou et l'Île aux sirènes (Yoake tsugeru Lu no uta) de Masaaki Yuasa         | Japon                  |
| Prix du jury            | Dans un recoin de ce monde (In this Corner of the World) de Sunao Katabuchi | Japon                  |
| Prix du public          | La Passion Van Gogh (Loving Vincent) de Dorota Kobiela et Hugh Welchman     | Pologne et Royaume-Uni |

### Films de télévision et de commande
| Prix                                  | Attribué à                                                                  | Pays                      |
| ------------------------------------- | --------------------------------------------------------------------------- | ------------------------- |
| Cristal pour une production TV        | Un Conte peut en cacher un autre de Jakob Schuh, Jan Lachauer et To Bin-han | Royaume-Uni               |
| Cristal pour un film de commande      | Material World d'Anna Ginsburg                                              | Royaume-Uni               |
| Prix du jury pour une série TV        | The Man-Woman Case - Wanted d'Anaïs Caura                                   | France                    |
| Mention spéciale pour une série TV    | BoJack Horseman - Fish Out of Water de Mike Hollingsworth                   | États-Unis                |
| Prix du jury pour un film de commande | Moby - Are You Lost In The World Like Me? de Steve Cutts                    | États-Unis et Royaume-Uni |

### Films de fin d'études
| Prix                            | Attribué à                                                                                 | Pays      |
| ------------------------------- | ------------------------------------------------------------------------------------------ | --------- |
| Cristal du film de fin d'études | Sog de Jonathan Schwenk                                                                    | Allemagne |
| Prix du jury                    | Summer's Puke is Winter's Delight (Natsu no gero wa huyu no sakana) de Sawako Kabuki       | Japon     |
| Mention spéciale                | Pas à pas' de Charline Arnoux, Mylène Gapp, Léa Rubinstayn, Florian Heilig et Mélissa Roux | France    |
| Prix du jury junior             | What a Peaceful Day d'Eden Chan                                                            | Taïwan    |

### Autres prix
| Prix                                                            | Attribué à                                        | Pays               |
| --------------------------------------------------------------- | ------------------------------------------------- | ------------------ |
| Prix Fipresci                                                   | Negative Space de Max Porter et Ru Kuwahata       | France             |
| Prix Canal+ aide à la création                                  | L'Ogre de Laurène Braibant                        | France             |
| Prix André Martin pour un court métrage français                | Nothing Happens d'Uri et Michelle Kranot          | France et Danemark |
| Prix André Martin pour un long métrage français                 | La Jeune Fille sans mains de Sébastien Laudenbach | France             |
| Prix Aide Fondation Gan à la diffusion pour un Work in Progress | Petit Vampire de Joann Sfar                       | France             |
| Prix Festivals Connexion                                        | Nothing Happens d'Uri et Michelle Kranot          | France et Danemark |